# ATP Challenger Tour 2023
ATP Challenger Tour 2023 a fost circuitul secundar profesionist de tenis organizat de ATP. Calendarul ATP Challenger Tour 2023 a cuprins 196 de turnee (ianuarie–noiembrie) cu premii în bani cuprinse între 40.000 USD și 220.000 USD. A fost cea de-a 44-a ediție a ciclului de turnee Challenger și a 15-a sub numele de Challenger Tour.

## Lista cronologică a turneelor
Acesta este programul complet al evenimentelor din calendarul 2023, cu progresia jucătorilor documentată din etapa sferturilor de finală.

### Ianuarie
| Săptă mâna  | Turneu                                                                                       | Campioni                                                   | Finaliști                               | Semifinaliști                           | Sfert-finaliști                                                               |
| ----------- | -------------------------------------------------------------------------------------------- | ---------------------------------------------------------- | --------------------------------------- | --------------------------------------- | ----------------------------------------------------------------------------- |
| 2 ianuarie  | Canberra Challenger Canberra, Australia Challenger 100 – Dură – 32S/24Q/16D                  | Márton Fucsovics 7–5, 6–4                                  | Leandro Riedi                           | Yosuke Watanuki Jan-Lennard Struff      | Marc Polmans Norbert Gombos Liam Broady Enzo Couacaud                         |
| 2 ianuarie  | Canberra Challenger Canberra, Australia Challenger 100 – Dură – 32S/24Q/16D                  | André Göransson Ben McLachlan 6–3, 5–7, [10–5]             | Andrew Harris John-Patrick Smith        | Yosuke Watanuki Jan-Lennard Struff      | Marc Polmans Norbert Gombos Liam Broady Enzo Couacaud                         |
| 2 ianuarie  | BNP Paribas de Nouvelle-Calédonie Nouméa, Noua Caledonie Challenger 100 – Dură – 32S/24Q/16D | Raúl Brancaccio 4–6, 7–5, 6–2                              | Laurent Lokoli                          | Cristian Garín Ryan Peniston            | Facundo Díaz Acosta Benoît Paire Damir Džumhur Rubin Statham                  |
| 2 ianuarie  | BNP Paribas de Nouvelle-Calédonie Nouméa, Noua Caledonie Challenger 100 – Dură – 32S/24Q/16D | Colin Sinclair Rubin Statham 6–4, 6–3                      | Toshihide Matsui Kaito Uesugi           | Cristian Garín Ryan Peniston            | Facundo Díaz Acosta Benoît Paire Damir Džumhur Rubin Statham                  |
| 2 ianuarie  | Nonthaburi Challenger Nonthaburi, Thailanda Challenger 75 – Dură – 32S/24Q/16D               | Dennis Novak 6–4, 6–4                                      | Wu Tung-lin                             | Lloyd Harris Antoine Escoffier          | Hsu Yu-hsiou Evgeny Donskoy Max Purcell Marek Gengel                          |
| 2 ianuarie  | Nonthaburi Challenger Nonthaburi, Thailanda Challenger 75 – Dură – 32S/24Q/16D               | Marek Gengel Adam Pavlásek 7–6(7–4), 6–4                   | Robert Galloway Hans Hach Verdugo       | Lloyd Harris Antoine Escoffier          | Hsu Yu-hsiou Evgeny Donskoy Max Purcell Marek Gengel                          |
| 2 ianuarie  | Open de Oeiras Oeiras, Portugalia Challenger 50 – Dură – 32S/24Q/16D                         | Joris De Loore 6–3, 6–2                                    | Filip Cristian Jianu                    | Cem İlkel Raphaël Collignon             | Gabriel Debru Dino Prižmić Maximilian Neuchrist Edan Leshem                   |
| 2 ianuarie  | Open de Oeiras Oeiras, Portugalia Challenger 50 – Dură – 32S/24Q/16D                         | Victor Vlad Cornea Petr Nouza 6–3, 7–6(7–3)                | Jonathan Eysseric Pierre-Hugues Herbert | Cem İlkel Raphaël Collignon             | Gabriel Debru Dino Prižmić Maximilian Neuchrist Edan Leshem                   |
| 2 ianuarie  | Challenger de Tigre Tigre, Argentina Challenger 50 – Zgură – 32S/24Q/16D                     | Juan Manuel Cerúndolo 4–6, 6–4, 6–2                        | Murkel Dellien                          | Alessandro Giannessi Gonzalo Villanueva | Guido Andreozzi Lautaro Midón Juan Ignacio Londero Valerio Aboian             |
| 2 ianuarie  | Challenger de Tigre Tigre, Argentina Challenger 50 – Zgură – 32S/24Q/16D                     | Guido Andreozzi Ignacio Carou 5–7, 6–4, [10–5]             | Leonardo Aboian Ignacio Monzón          | Alessandro Giannessi Gonzalo Villanueva | Guido Andreozzi Lautaro Midón Juan Ignacio Londero Valerio Aboian             |
| 9 ianuarie  | Nonthaburi Challenger II Nonthaburi, Thailanda Challenger 75 – Dură – 32S/24Q/16D            | Arthur Cazaux 7–6(7–5), 6–2                                | Lloyd Harris                            | Dennis Novak Jason Jung                 | Marek Gengel Tennys Sandgren Evgeny Donskoy Daniel Michalski                  |
| 9 ianuarie  | Nonthaburi Challenger II Nonthaburi, Thailanda Challenger 75 – Dură – 32S/24Q/16D            | Yuki Bhambri Saketh Myneni 2–6, 7–6(9–7), [14–12]          | Christopher Rungkat Akira Santillan     | Dennis Novak Jason Jung                 | Marek Gengel Tennys Sandgren Evgeny Donskoy Daniel Michalski                  |
| 9 ianuarie  | Open de Oeiras II Oeiras, Portugalia Challenger 75 – Dură – 32S/24Q/16D                      | Arthur Fils 6–1, 7–6(7–4)                                  | Joris De Loore                          | Ričardas Berankis Pierre-Hugues Herbert | Dino Prižmić Maximilian Neuchrist Pedro Sousa Lorenzo Giustino                |
| 9 ianuarie  | Open de Oeiras II Oeiras, Portugalia Challenger 75 – Dură – 32S/24Q/16D                      | Sander Arends David Pel 6–3, 7–6(7–3)                      | Patrik Niklas-Salminen Bart Stevens     | Ričardas Berankis Pierre-Hugues Herbert | Dino Prižmić Maximilian Neuchrist Pedro Sousa Lorenzo Giustino                |
| 9 ianuarie  | Challenger de Tigre II Tigre, Argentina Challenger 50 – Zgură – 32S/24Q/16D                  | Juan Manuel Cerúndolo 6–3, 2–6, 6–2                        | Jesper de Jong                          | Alessandro Giannessi Andrea Collarini   | Gonzalo Villanueva Mariano Navone Térence Atmane Juan Bautista Torres         |
| 9 ianuarie  | Challenger de Tigre II Tigre, Argentina Challenger 50 – Zgură – 32S/24Q/16D                  | Daniel Dutra da Silva Oleg Prihodko 6–2, 6–2               | Chung Yun-seong Christian Langmo        | Alessandro Giannessi Andrea Collarini   | Gonzalo Villanueva Mariano Navone Térence Atmane Juan Bautista Torres         |
| 16 ianuarie | Tenerife Challenger Tenerife, Spania Challenger 100 – Dură – 32S/24Q/16D                     | Alexander Shevchenko 7–5, 6–2                              | Sebastian Ofner                         | Francesco Maestrelli Máté Valkusz       | Matteo Gigante Lorenzo Giustino Riccardo Bonadio Francesco Passaro            |
| 16 ianuarie | Tenerife Challenger Tenerife, Spania Challenger 100 – Dură – 32S/24Q/16D                     | Victor Vlad Cornea Sergio Martos Gornés 6–3, 6–4           | Patrik Niklas-Salminen Bart Stevens     | Francesco Maestrelli Máté Valkusz       | Matteo Gigante Lorenzo Giustino Riccardo Bonadio Francesco Passaro            |
| 16 ianuarie | Brasil Tennis Challenger Piracicaba, Brazilia Challenger 75 – Zgură – 32S/24Q/16D            | Andrea Collarini 6–2, 7–6(7–1)                             | Tomás Barrios Vera                      | Renzo Olivo Camilo Ugo Carabelli        | Alejandro Tabilo Térence Atmane Hernán Casanova Thiago Seyboth Wild           |
| 16 ianuarie | Brasil Tennis Challenger Piracicaba, Brazilia Challenger 75 – Zgură – 32S/24Q/16D            | Orlando Luz Marcelo Zormann Walkover                       | Andrea Collarini Renzo Olivo            | Renzo Olivo Camilo Ugo Carabelli        | Alejandro Tabilo Térence Atmane Hernán Casanova Thiago Seyboth Wild           |
| 16 ianuarie | Nonthaburi Challenger III Nonthaburi, Thailanda Challenger 50 – Dură – 32S/24Q/16D           | Sho Shimabukuro 6–2, 7–5                                   | Arthur Cazaux                           | Hong Seong-chan Giovanni Fonio          | Zdeněk Kolář Michael Geerts Antoine Escoffier Tennys Sandgren                 |
| 16 ianuarie | Nonthaburi Challenger III Nonthaburi, Thailanda Challenger 50 – Dură – 32S/24Q/16D           | Nam Ji-sung Song Min-kyu 6–4, 6–4                          | Jan Choinski Stuart Parker              | Hong Seong-chan Giovanni Fonio          | Zdeněk Kolář Michael Geerts Antoine Escoffier Tennys Sandgren                 |
| 23 ianuarie | BW Open Ottignies-Louvain-la-Neuve, Belgia Challenger 125 – Dură – 32S/24Q/16D               | David Goffin 6–4, 6–1                                      | Mikael Ymer                             | Gauthier Onclin Altuğ Çelikbilek        | Yannick Hanfmann Kaichi Uchida Filip Misolic Fábián Marozsán                  |
| 23 ianuarie | BW Open Ottignies-Louvain-la-Neuve, Belgia Challenger 125 – Dură – 32S/24Q/16D               | Romain Arneodo Tristan-Samuel Weissborn 6–4, 6–3           | Roman Jebavý Adam Pavlásek              | Gauthier Onclin Altuğ Çelikbilek        | Yannick Hanfmann Kaichi Uchida Filip Misolic Fábián Marozsán                  |
| 23 ianuarie | Open Quimper Bretagne Quimper, Franța Challenger 125 – Dură – 32S/24Q/16D                    | Grégoire Barrère 6–1, 6–4                                  | Arthur Fils                             | Calvin Hemery Geoffrey Blancaneaux      | Dominic Stricker Otto Virtanen Radu Albot Lucas Pouille                       |
| 23 ianuarie | Open Quimper Bretagne Quimper, Franța Challenger 125 – Dură – 32S/24Q/16D                    | Sadio Doumbia Fabien Reboul 6–2, 6–4                       | Anirudh Chandrasekar Arjun Kadhe        | Calvin Hemery Geoffrey Blancaneaux      | Dominic Stricker Otto Virtanen Radu Albot Lucas Pouille                       |
| 23 ianuarie | Challenger Concepción Concepción, Chile Challenger 100 – Zgură – 32S/24Q/16D                 | Federico Coria 6–4, 6–3                                    | Timofey Skatov                          | Hugo Dellien Facundo Díaz Acosta        | Federico Delbonis Juan Manuel Cerúndolo Juan Bautista Torres Alejandro Tabilo |
| 23 ianuarie | Challenger Concepción Concepción, Chile Challenger 100 – Zgură – 32S/24Q/16D                 | Guido Andreozzi Guillermo Durán 7–6(7–1), 6–7(3–7), [10–7] | Luciano Darderi Oleg Prihodko           | Hugo Dellien Facundo Díaz Acosta        | Federico Delbonis Juan Manuel Cerúndolo Juan Bautista Torres Alejandro Tabilo |
| 30 ianuarie | Koblenz Open Koblenz, Germania Challenger 100 – Dură – 32S/24Q/16D                           | Roman Safiullin 6–2, 7–5                                   | Vasek Pospisil                          | Zdeněk Kolář Raphaël Collignon          | Alexandre Müller Louis Wessels Maximilian Marterer Alexei Vatutin             |
| 30 ianuarie | Koblenz Open Koblenz, Germania Challenger 100 – Dură – 32S/24Q/16D                           | Fabian Fallert Hendrik Jebens 7–6(7–2), 6–3                | Jonathan Eysseric Denys Molchanov       | Zdeněk Kolář Raphaël Collignon          | Alexandre Müller Louis Wessels Maximilian Marterer Alexei Vatutin             |
| 30 ianuarie | Burnie International Burnie, Australia Challenger 75 – Dură – 32S/24Q/16D                    | Rinky Hijikata 6–3, 6–3                                    | James Duckworth                         | Marc Polmans Yuta Shimizu               | Philip Sekulic Adam Walton Thomas Fancutt James McCabe                        |
| 30 ianuarie | Burnie International Burnie, Australia Challenger 75 – Dură – 32S/24Q/16D                    | Marc Polmans Max Purcell 7–6(7–4), 6–4                     | Luke Saville Tristan Schoolkate         | Marc Polmans Yuta Shimizu               | Philip Sekulic Adam Walton Thomas Fancutt James McCabe                        |
| 30 ianuarie | Cleveland Open Cleveland, Statele Unite Challenger 75 – Dură – 32S/24Q/16D                   | Aleksandar Kovacevic 3–6, 7–5, 7–6(7–2)                    | Wu Yibing                               | Emilio Gómez Tennys Sandgren            | Gabriel Diallo Steve Johnson Zachary Svajda Stefan Kozlov                     |
| 30 ianuarie | Cleveland Open Cleveland, Statele Unite Challenger 75 – Dură – 32S/24Q/16D                   | Robert Galloway Hans Hach Verdugo 3–6, 7–5, [10–6]         | Ruben Gonzales Reese Stalder            | Emilio Gómez Tennys Sandgren            | Gabriel Diallo Steve Johnson Zachary Svajda Stefan Kozlov                     |
| 30 ianuarie | Tenerife Challenger II Tenerife, Spania Challenger 75 – Dură – 32S/24Q/16D                   | Matteo Arnaldi 6–1, 6–2                                    | Raúl Brancaccio                         | Lloyd Harris Nicolás Álvarez Varona     | Roberto Marcora Carlos Taberner Alejandro Moro Cañas Oleksii Krutykh          |
| 30 ianuarie | Tenerife Challenger II Tenerife, Spania Challenger 75 – Dură – 32S/24Q/16D                   | Christian Harrison Shintaro Mochizuki 6–4, 6–3             | Matteo Gigante Francesco Passaro        | Lloyd Harris Nicolás Álvarez Varona     | Roberto Marcora Carlos Taberner Alejandro Moro Cañas Oleksii Krutykh          |

### Februarie
| Săptă mâna   | Turneu                                                                                             | Campioni                                                     | Finaliști                                   | Semifinaliști                       | Sfert-finaliști                                                            |
| ------------ | -------------------------------------------------------------------------------------------------- | ------------------------------------------------------------ | ------------------------------------------- | ----------------------------------- | -------------------------------------------------------------------------- |
| 6 februarie  | Vilnius Open Vilnius, Lituania Challenger 100 – Dură – 32S/24Q/16D                                 | Liam Broady 6–4, 6–4                                         | Zdeněk Kolář                                | Cem İlkel Damir Džumhur             | Joris De Loore Antoine Escoffier Dennis Novak Evan Furness                 |
| 6 februarie  | Vilnius Open Vilnius, Lituania Challenger 100 – Dură – 32S/24Q/16D                                 | Ivan Liutarevici Vladyslav Manafov 6–0, 6–2                  | Arjun Kadhe Daniel Masur                    | Cem İlkel Damir Džumhur             | Joris De Loore Antoine Escoffier Dennis Novak Evan Furness                 |
| 6 februarie  | Tenerife Challenger III Tenerife, Spania Challenger 75 – Dură – 32S/24Q/16D                        | Matteo Gigante 6–3, 6–2                                      | Stefano Travaglia                           | Riccardo Bonadio Ryan Peniston      | Pablo Llamas Ruiz Francesco Maestrelli Alessandro Giannessi Giovanni Fonio |
| 6 februarie  | Tenerife Challenger III Tenerife, Spania Challenger 75 – Dură – 32S/24Q/16D                        | Andrew Harris Christian Harrison 7–6(8–6), 6–7(4–7), [10–8]  | Luke Johnson Sem Verbeek                    | Riccardo Bonadio Ryan Peniston      | Pablo Llamas Ruiz Francesco Maestrelli Alessandro Giannessi Giovanni Fonio |
| 13 februarie | Bahrain Ministry of Interior Tennis Challenger Manama, Bahrain Challenger 125 – Dură – 32S/24Q/16D | Thanasi Kokkinakis 6–1, 6–4                                  | Abedallah Shelbayh                          | Salvatore Caruso Jan-Lennard Struff | Jason Kubler Lorenzo Giustino Tomáš Macháč Alexei Popyrin                  |
| 13 februarie | Bahrain Ministry of Interior Tennis Challenger Manama, Bahrain Challenger 125 – Dură – 32S/24Q/16D | P Niklas-Salminen Bart Stevens 6–3, 6–4                      | Ruben Gonzales Fernando Romboli             | Salvatore Caruso Jan-Lennard Struff | Jason Kubler Lorenzo Giustino Tomáš Macháč Alexei Popyrin                  |
| 13 februarie | Chennai Open Challenger Chennai, India Challenger 100 – Dură – 32S/24Q/16D                         | Max Purcell 5–7, 7–6(7–2), 6–4                               | Nicolas Moreno de Alboran                   | Sumit Nagal Dane Sweeny             | Yasutaka Uchiyama Jay Clarke Arthur Cazaux James Duckworth                 |
| 13 februarie | Chennai Open Challenger Chennai, India Challenger 100 – Dură – 32S/24Q/16D                         | Jay Clarke Arjun Kadhe 6–0, 6–4                              | Sebastian Ofner Nino Serdarušić             | Sumit Nagal Dane Sweeny             | Yasutaka Uchiyama Jay Clarke Arthur Cazaux James Duckworth                 |
| 13 februarie | Challenger La Manche Cherbourg, Franța Challenger 75 – Dură – 32S/24Q/16D                          | Giulio Zeppieri 7–5, 7–6(7–4)                                | Titouan Droguet                             | Jan Choinski Antoine Escoffier      | Mats Moraing Gabriel Debru Luca Van Assche Alexei Vatutin                  |
| 13 februarie | Challenger La Manche Cherbourg, Franța Challenger 75 – Dură – 32S/24Q/16D                          | Ivan Liutarevici Vladislav Manafov 7–6(12–10), 7–6(9–7)      | Karol Drzewiecki Kacper Żuk                 | Jan Choinski Antoine Escoffier      | Mats Moraing Gabriel Debru Luca Van Assche Alexei Vatutin                  |
| 20 februarie | Monterrey Challenger Monterrey, Mexic Challenger 125 – Dură – 32S/24Q/16D                          | Nuno Borges 6–4, 7–6(8–6)                                    | Borna Gojo                                  | Yosuke Watanuki Mitchell Krueger    | Aleksandar Kovacevic Denis Kudla Daniel Altmaier Bernard Tomic             |
| 20 februarie | Monterrey Challenger Monterrey, Mexic Challenger 125 – Dură – 32S/24Q/16D                          | André Göransson Ben McLachlan 6–3, 6–4                       | Luis David Martínez Cristian Rodríguez      | Yosuke Watanuki Mitchell Krueger    | Aleksandar Kovacevic Denis Kudla Daniel Altmaier Bernard Tomic             |
| 20 februarie | Bengaluru Open Bangalore, India Challenger 100 – Dură – 32S/24Q/16D                                | Max Purcell 3–6, 7–5, 7–6(7–5)                               | James Duckworth                             | Hamad Međedović James McCabe        | Tseng Chun-hsin Luca Nardi Harold Mayot Dimitar Kuzmanov                   |
| 20 februarie | Bengaluru Open Bangalore, India Challenger 100 – Dură – 32S/24Q/16D                                | Chung Yun-seong Hsu Yu-hsiou 3–6, 7–6(9–7), [11–9]           | Anirudh Chandrasekar Vijay Sundar Prashanth | Hamad Međedović James McCabe        | Tseng Chun-hsin Luca Nardi Harold Mayot Dimitar Kuzmanov                   |
| 20 februarie | Coosa Valley Open Rome, Statele Unite Challenger 75 – Dură – 32S/24Q/16D                           | Jordan Thompson 6–4, 6–2                                     | Alex Michelsen                              | Zachary Svajda Hong Seong-chan      | Alastair Gray Elmar Ejupovic Toby Kodat Edan Leshem                        |
| 20 februarie | Coosa Valley Open Rome, Statele Unite Challenger 75 – Dură – 32S/24Q/16D                           | Luke Johnson Sem Verbeek 6–2, 6–2                            | Gabriel Décamps Alex Rîbakov                | Zachary Svajda Hong Seong-chan      | Alastair Gray Elmar Ejupovic Toby Kodat Edan Leshem                        |
| 20 februarie | Rovereto Challenger Rovereto, Italia Challenger 75 – Dură – 32S/24Q/16D                            | Dominic Stricker 7–6(10–8), 6–2                              | Giulio Zeppieri                             | Kaichi Uchida Gauthier Onclin       | Jurij Rodionov Antoine Escoffier Zdeněk Kolář Alejandro Moro Cañas         |
| 20 februarie | Rovereto Challenger Rovereto, Italia Challenger 75 – Dură – 32S/24Q/16D                            | Victor Vlad Cornea Franko Škugor 6–7(3–7), 6–2, [10–4]       | Vladyslav Manafov Oleg Prihodko             | Kaichi Uchida Gauthier Onclin       | Jurij Rodionov Antoine Escoffier Zdeněk Kolář Alejandro Moro Cañas         |
| 27 februarie | Teréga Open Pau–Pyrénées Pau, Franța Challenger 125 – Dură – 32S/24Q/16D                           | Luca Van Assche 7–6(7–5), 4–6, 7–6(8–6)                      | Ugo Humbert                                 | Arthur Rinderknech Kaichi Uchida    | Jan-Lennard Struff Jurij Rodionov Laurent Lokoli Antoine Bellier           |
| 27 februarie | Teréga Open Pau–Pyrénées Pau, Franța Challenger 125 – Dură – 32S/24Q/16D                           | Dan Added Albano Olivetti 3–6, 6–1, [10–8]                   | Julian Cash Constantin Frantzen             | Arthur Rinderknech Kaichi Uchida    | Jan-Lennard Struff Jurij Rodionov Laurent Lokoli Antoine Bellier           |
| 27 februarie | KPIT MSLTA Challenger Pune, India Challenger 100 – Dură – 32S/24Q/16D                              | Max Purcell 6–2, 6–3                                         | Luca Nardi                                  | Miljan Zekić Dominik Palán          | Harold Mayot Francesco Maestrelli Rio Noguchi Tseng Chun-hsin              |
| 27 februarie | KPIT MSLTA Challenger Pune, India Challenger 100 – Dură – 32S/24Q/16D                              | Anirudh Chandrasekar Vijay Sundar Prashanth 6–1, 4–6, [10–3] | Toshihide Matsui Kaito Uesugi               | Miljan Zekić Dominik Palán          | Harold Mayot Francesco Maestrelli Rio Noguchi Tseng Chun-hsin              |
| 27 februarie | Waco Tennis Challenger Waco, Statele Unite Challenger 75 – Dură – 32S/24Q/16D                      | Aleksandar Kovacevic 6–3, 4–6, 6–2                           | Alexandre Müller                            | Alex Michelsen Borna Gojo           | Aleksandar Vukic Hong Seong-chan Gastão Elias Shintaro Mochizuki           |
| 27 februarie | Waco Tennis Challenger Waco, Statele Unite Challenger 75 – Dură – 32S/24Q/16D                      | Ivan Sabanov Matej Sabanov 6–1, 3–6, [12–10]                 | Evan King Mitchell Krueger                  | Alex Michelsen Borna Gojo           | Aleksandar Vukic Hong Seong-chan Gastão Elias Shintaro Mochizuki           |

### Martie
| Săptă mâna | Turneu | Campioni                                                       | Finaliști                           | Semifinaliști                               | Sfert-finaliști                                                                 |
| ---------- | --- | -------------------------------------------------------------- | ----------------------------------- | ------------------------------------------- | ------------------------------------------------------------------------------- |
| 6 martie   | Puerto Vallarta Open Puerto Vallarta, Mexic Challenger 100 – Dură – 32S/24Q/16D                           | Benoît Paire 3–6, 6–0, 6–2                                     | Yuta Shimizu                        | James McCabe Illya Marchenko                | Daniel Altmaier Ulises Blanch Gastão Elias Aziz Dougaz                          |
| 6 martie   | Puerto Vallarta Open Puerto Vallarta, Mexic Challenger 100 – Dură – 32S/24Q/16D                           | Robert Galloway Miguel Ángel Reyes-Varela 3–0 ret.             | André Göransson Ben McLachlan       | James McCabe Illya Marchenko                | Daniel Altmaier Ulises Blanch Gastão Elias Aziz Dougaz                          |
| 6 martie   | Antalya Challenger Antalya, Turcia Challenger 75 – Zgură – 32S/24Q/16D                                    | Fábián Marozsán 7–5, 6–0                                       | Sebastian Ofner                     | Gianluca Mager Vít Kopřiva                  | Kimmer Coppejans Nerman Fatić Michael Geerts Daniel Michalski                   |
| 6 martie   | Antalya Challenger Antalya, Turcia Challenger 75 – Zgură – 32S/24Q/16D                                    | Filip Bergevi Petros Tsitsipas 6–2, 6–4                        | Sarp Ağabigün Ergi Kırkın           | Gianluca Mager Vít Kopřiva                  | Kimmer Coppejans Nerman Fatić Michael Geerts Daniel Michalski                   |
| 6 martie   | Challenger Città di Lugano Lugano, Elveția Challenger 75 – Dură – 32S/24Q/16D                             | Otto Virtanen 6–4, 7–6(7–5)                                    | Cem İlkel                           | Antoine Escoffier Dominic Stricker          | Vitaliy Sachko Mika Brunold Ričardas Berankis Liam Broady                       |
| 6 martie   | Challenger Città di Lugano Lugano, Elveția Challenger 75 – Dură – 32S/24Q/16D                             | Zizou Bergs David Pel 6–2, 7–6(8–6)                            | Constantin Frantzen Hendrik Jebens  | Antoine Escoffier Dominic Stricker          | Vitaliy Sachko Mika Brunold Ričardas Berankis Liam Broady                       |
| 6 martie   | Challenger de Santiago Santiago, Chile Challenger 75 – Zgură – 32S/24Q/16D                                | Hugo Dellien 3–6, 6–3, 6–3                                     | Thiago Seyboth Wild                 | Facundo Díaz Acosta Genaro Alberto Olivieri | Luciano Darderi Facundo Bagnis Franco Agamenone Federico Gaio                   |
| 6 martie   | Challenger de Santiago Santiago, Chile Challenger 75 – Zgură – 32S/24Q/16D                                | Pedro Boscardin Dias João Lucas Reis da Silva 6–4, 3–6, [10–7] | Diego Hidalgo Cristian Rodríguez    | Facundo Díaz Acosta Genaro Alberto Olivieri | Luciano Darderi Facundo Bagnis Franco Agamenone Federico Gaio                   |
| 13 martie  | Arizona Tennis Classic Phoenix, Statele Unite Challenger 175 – Dură – 32S/24Q/16D                         | Nuno Borges 4–6, 6–2, 6–1                                      | Alexander Shevchenko                | Quentin Halys Jan-Lennard Struff            | Matteo Berrettini Aleksandar Kovacevic Alexander Bublik Alexei Popirin          |
| 13 martie  | Arizona Tennis Classic Phoenix, Statele Unite Challenger 175 – Dură – 32S/24Q/16D                         | Nathaniel Lammons Jackson Withrow 6–7(1–7), 6–4, [10–8]        | Hugo Nys Jan Zieliński              | Quentin Halys Jan-Lennard Struff            | Matteo Berrettini Aleksandar Kovacevic Alexander Bublik Alexei Popirin          |
| 13 martie  | Challenger Viña del Mar Viña del Mar, Chile Challenger 75 – Zgură – 32S/24Q/16D                           | Thiago Seyboth Wild 7–5, 6–1                                   | Hugo Gaston                         | Tomás Barrios Vera Andrea Vavassori         | Andrea Pellegrino Álvaro López San Martín Camilo Ugo Carabelli Riccardo Bonadio |
| 13 martie  | Challenger Viña del Mar Viña del Mar, Chile Challenger 75 – Zgură – 32S/24Q/16D                           | Diego Hidalgo Cristian Rodríguez 6–4, 7–6(7–5)                 | Luciano Darderi Andrea Vavassori    | Tomás Barrios Vera Andrea Vavassori         | Andrea Pellegrino Álvaro López San Martín Camilo Ugo Carabelli Riccardo Bonadio |
| 13 martie  | Székesfehérvár Challenger Székesfehérvár, Ungaria Challenger 50 – Zgură – 32S/24Q/16D                     | Hamad Međedović 6–4, 6–3                                       | Nino Serdarušić                     | Fábián Marozsán Evan Furness                | Adrian Andreev Damir Džumhur Zsombor Piros Flavio Cobolli                       |
| 13 martie  | Székesfehérvár Challenger Székesfehérvár, Ungaria Challenger 50 – Zgură – 32S/24Q/16D                     | Bogdan Bobrov Serghei Fomin 6–2, 5–7, [11–9]                   | Sarp Ağabigün Ergi Kırkın           | Fábián Marozsán Evan Furness                | Adrian Andreev Damir Džumhur Zsombor Piros Flavio Cobolli                       |
| 20 martie  | Challenger Biel/Bienne Biel/Bienne, Elveția Challenger 100 – Dură – 32S/24Q/16D                           | Jurij Rodionov 6–3, 0–0 ret.                                   | Liam Broady                         | Marius Copil Benjamin Hassan                | Mika Brunold Gabriel Diallo Norbert Gombos Otto Virtanen                        |
| 20 martie  | Challenger Biel/Bienne Biel/Bienne, Elveția Challenger 100 – Dură – 32S/24Q/16D                           | Constantin Frantzen Hendrik Jebens 6–2, 6–4                    | Victor Vlad Cornea Franko Škugor    | Marius Copil Benjamin Hassan                | Mika Brunold Gabriel Diallo Norbert Gombos Otto Virtanen                        |
| 20 martie  | Les Franqueses del Vallès Challenger Les Franqueses del Vallès, Spania Challenger 75 – Dură – 32S/24Q/16D | Hugo Grenier 3–6, 6–1, 7–6(7–3)                                | Billy Harris                        | Max Purcell Bu Yunchaokete                  | David Jordà Sanchis Marco Trungelliti Gastão Elias Ivan Gakhov                  |
| 20 martie  | Les Franqueses del Vallès Challenger Les Franqueses del Vallès, Spania Challenger 75 – Dură – 32S/24Q/16D | Anirudh Chandrasekar Vijay Sundar Prashanth 7–5, 6–1           | Purav Raja Divij Sharan             | Max Purcell Bu Yunchaokete                  | David Jordà Sanchis Marco Trungelliti Gastão Elias Ivan Gakhov                  |
| 20 martie  | Open Saint-Brieuc Saint-Brieuc, Franța Challenger 75 – Dură – 32S/24Q/16D                                 | Ričardas Berankis 6–3, 6–7(3–7), 7–6(7–5)                      | Dan Added                           | Evan Furness Pierre-Hugues Herbert          | Antoine Escoffier Harold Mayot Lucas Poullain Mark Lajal                        |
| 20 martie  | Open Saint-Brieuc Saint-Brieuc, Franța Challenger 75 – Dură – 32S/24Q/16D                                 | Dan Added Albano Olivetti 4–6, 7–6(9–7), [10–6]                | Patrik Niklas-Salminen Bart Stevens | Evan Furness Pierre-Hugues Herbert          | Antoine Escoffier Harold Mayot Lucas Poullain Mark Lajal                        |
| 20 martie  | Zadar Open Zadar, Croația Challenger 75 – Zgură – 32S/24Q/16D                                             | Alessandro Giannessi 6–4, 5–7, 7–6(8–6)                        | Sebastian Ofner                     | Flavio Cobolli Arthur Cazaux                | Giulio Zeppieri Matteo Gigante Zsombor Piros Dino Prižmić                       |
| 20 martie  | Zadar Open Zadar, Croația Challenger 75 – Zgură – 32S/24Q/16D                                             | Manuel Guinard Nino Serdarušić 6–4, 6–0                        | Ivan Sabanov Matej Sabanov          | Flavio Cobolli Arthur Cazaux                | Giulio Zeppieri Matteo Gigante Zsombor Piros Dino Prižmić                       |
| 27 martie  | Mexico City Open Mexico City, Mexic Challenger 125 – Zgură – 32S/24Q/16D                                  | Dominik Koepfer 2–6, 6–4, 6–2                                  | Thiago Agustín Tirante              | Maximilian Neuchrist Jan Choinski           | Federico Gaio Antoine Bellier Nicolás Mejía Enzo Couacaud                       |
| 27 martie  | Mexico City Open Mexico City, Mexic Challenger 125 – Zgură – 32S/24Q/16D                                  | Boris Arias Federico Zeballos 7–5, 5–7, [10–2]                 | Evan King Reese Stalder             | Maximilian Neuchrist Jan Choinski           | Federico Gaio Antoine Bellier Nicolás Mejía Enzo Couacaud                       |
| 27 martie  | Sanremo Challenger Sanremo, Italia Challenger 125 – Zgură – 32S/24Q/16D                                   | Luca Van Assche 6–1, 6–3                                       | Juan Pablo Varillas                 | Kimmer Coppejans Vít Kopřiva                | Andrea Vavassori Zsombor Piros Alexandre Müller Gianluca Mager                  |
| 27 martie  | Sanremo Challenger Sanremo, Italia Challenger 125 – Zgură – 32S/24Q/16D                                   | Victor Vlad Cornea Franko Škugor 6–2, 6–3                      | Nikola Ćaćić Marcelo Demoliner      | Kimmer Coppejans Vít Kopřiva                | Andrea Vavassori Zsombor Piros Alexandre Müller Gianluca Mager                  |
| 27 martie  | Play In Challenger Lille, Franța Challenger 100 – Dură – 32S/24Q/16D                                      | Otto Virtanen 6–7(3–7), 6–4, 6–2                               | Max Purcell                         | Michael Geerts Jurij Rodionov               | Maxime Janvier Altuğ Çelikbilek Vitaliy Sachko Gabriel Diallo                   |
| 27 martie  | Play In Challenger Lille, Franța Challenger 100 – Dură – 32S/24Q/16D                                      | Max Purcell Jason Taylor 7–6(7–3), 6–4                         | Dustin Brown Aisam-ul-Haq Qureshi   | Michael Geerts Jurij Rodionov               | Maxime Janvier Altuğ Çelikbilek Vitaliy Sachko Gabriel Diallo                   |
| 27 martie  | Girona Challenger Girona, Spania Challenger 75 – Zgură – 32S/24Q/16D                                      | Ivan Gakhov 5–7, 6–4, 0–0 ret.                                 | Gastão Elias                        | Jesper de Jong Pedro Martínez               | Pedro Cachín Timofey Skatov Mariano Navone Jaume Munar                          |
| 27 martie  | Girona Challenger Girona, Spania Challenger 75 – Zgură – 32S/24Q/16D                                      | Yuki Bhambri Saketh Myneni 6–4, 6–4                            | Íñigo Cervantes Oriol Roca Batalla  | Jesper de Jong Pedro Martínez               | Pedro Cachín Timofey Skatov Mariano Navone Jaume Munar                          |

### Aprilie
| Săptă mâna | Turneu                                                                                              | Campioni                                                     | Finaliști                                   | Semifinaliști                         | Sfert-finaliști                                                                       |
| ---------- | --------------------------------------------------------------------------------------------------- | ------------------------------------------------------------ | ------------------------------------------- | ------------------------------------- | ------------------------------------------------------------------------------------- |
| 3 aprilie  | Open Città della Disfida Barletta, Italia Challenger 75 – Zgură – 32S/24Q/16D                       | Shintaro Mochizuki 6–1, 6–4                                  | Santiago Rodríguez Taverna                  | Franco Agamenone Nicholas David Ionel | Zsombor Piros Laurent Lokoli Andrea Pellegrino Steven Diez                            |
| 3 aprilie  | Open Città della Disfida Barletta, Italia Challenger 75 – Zgură – 32S/24Q/16D                       | Jacopo Berrettini Flavio Cobolli 1–6, 7–5, [10–6]            | Zdeněk Kolář Denys Molchanov                | Franco Agamenone Nicholas David Ionel | Zsombor Piros Laurent Lokoli Andrea Pellegrino Steven Diez                            |
| 3 aprilie  | Murcia Open Murcia, Spania Challenger 75 – Zgură – 32S/24Q/16D                                      | Matteo Arnaldi 6–4, 7–6(7–4)                                 | Borna Gojo                                  | Pablo Llamas Ruiz Marco Trungelliti   | Jesper de Jong Daniel Dutra da Silva Viktor Durasovic Mikhail Kukushkin               |
| 3 aprilie  | Murcia Open Murcia, Spania Challenger 75 – Zgură – 32S/24Q/16D                                      | Daniel Rincón Abedallah Shelbayh 7–6(7–3), 6–4               | Marco Bortolotti Sergio Martos Gornés       | Pablo Llamas Ruiz Marco Trungelliti   | Jesper de Jong Daniel Dutra da Silva Viktor Durasovic Mikhail Kukushkin               |
| 3 aprilie  | San Luis Open Challenger San Luis Potosí, Mexic Challenger 75 – Zgură – 32S/24Q/16D                 | Tomás Barrios Vera 7–6(8–6), 7–5                             | Dominik Koepfer                             | Jan Choinski Patrick Kypson           | Thiago Agustín Tirante Maximilian Neuchrist Giovanni Mpetshi Perricard Térence Atmane |
| 3 aprilie  | San Luis Open Challenger San Luis Potosí, Mexic Challenger 75 – Zgură – 32S/24Q/16D                 | Colin Sinclair Adam Walton 5–7, 6–3, [10–5]                  | Benjamin Lock Rubin Statham                 | Jan Choinski Patrick Kypson           | Thiago Agustín Tirante Maximilian Neuchrist Giovanni Mpetshi Perricard Térence Atmane |
| 10 aprilie | Sarasota Open Sarasota, Statele Unite Challenger 125 – Zgură – 32S/24Q/16D                          | Daniel Altmaier 7–6(7–1), 6–1                                | Daniel Elahi Galán                          | Tomáš Macháč Enzo Couacaud            | Jason Kubler Aleksandar Vukic Gabriel Diallo Genaro Alberto Olivieri                  |
| 10 aprilie | Sarasota Open Sarasota, Statele Unite Challenger 125 – Zgură – 32S/24Q/16D                          | Julian Cash Henry Patten 7–6(7–4), 6–4                       | Guido Andreozzi Guillermo Durán             | Tomáš Macháč Enzo Couacaud            | Jason Kubler Aleksandar Vukic Gabriel Diallo Genaro Alberto Olivieri                  |
| 10 aprilie | Open Comunidad de Madrid Madrid, Spania Challenger 75 – Zgură – 32S/24Q/16D                         | Alexander Shevchenko 6–4, 6–3                                | Pedro Cachín                                | Andrea Collarini Francesco Passaro    | Sebastian Ofner Miljan Zekić Nicolas Moreno de Alboran Sergi Pérez Contri             |
| 10 aprilie | Open Comunidad de Madrid Madrid, Spania Challenger 75 – Zgură – 32S/24Q/16D                         | Ivan Liutarevich Vladyslav Manafov 6–4, 6–4                  | Patrik Niklas-Salminen Bart Stevens         | Andrea Collarini Francesco Passaro    | Sebastian Ofner Miljan Zekić Nicolas Moreno de Alboran Sergi Pérez Contri             |
| 10 aprilie | León Open León, Mexic Challenger 75 – Dură – 32S/24Q/16D                                            | Giovanni Mpetshi Perricard 6–7(5–7), 7–6(8–6), 7–6(7–3)      | Juan Pablo Ficovich                         | Aziz Dougaz Maximilian Neuchrist      | James Duckworth Nicolás Mejía Antoine Bellier Elmar Ejupovic                          |
| 10 aprilie | León Open León, Mexic Challenger 75 – Dură – 32S/24Q/16D                                            | Aziz Dougaz Antoine Escoffier 7–6(7–5), 3–6, [10–5]          | Maximilian Neuchrist Michail Pervolarakis   | Aziz Dougaz Maximilian Neuchrist      | James Duckworth Nicolás Mejía Antoine Bellier Elmar Ejupovic                          |
| 10 aprilie | Split Open Split, Croația Challenger 75 – Zgură – 32S/24Q/16D                                       | Zsombor Piros 7–6(7–2), 7–6(11–9)                            | Norbert Gombos                              | Christopher O'Connell Marc Polmans    | Dino Prižmić Radu Albot Máté Valkusz Filip Misolic                                    |
| 10 aprilie | Split Open Split, Croația Challenger 75 – Zgură – 32S/24Q/16D                                       | Sadio Doumbia Fabien Reboul 6–4, 6–4                         | Anirudh Chandrasekar Vijay Sundar Prashanth | Christopher O'Connell Marc Polmans    | Dino Prižmić Radu Albot Máté Valkusz Filip Misolic                                    |
| 17 aprilie | Open de Oeiras Oeiras, Portugalia Challenger 125 – Zgură – 32S/24Q/16D                              | Zsombor Piros 6–3, 6–4                                       | Juan Manuel Cerúndolo                       | Sebastian Ofner Pedro Sousa           | Kimmer Coppejans Andrea Vavassori Kaichi Uchida Steven Diez                           |
| 17 aprilie | Open de Oeiras Oeiras, Portugalia Challenger 125 – Zgură – 32S/24Q/16D                              | Victor Vlad Cornea Franko Škugor 7–6(7–2), 7–6(7–4)          | Marcelo Demoliner Andrea Vavassori          | Sebastian Ofner Pedro Sousa           | Kimmer Coppejans Andrea Vavassori Kaichi Uchida Steven Diez                           |
| 17 aprilie | Florianópolis Challenger Florianópolis, Brazilia Challenger 75 – Zgură – 32S/24Q/16D                | Tomás Barrios Vera 6–4, 6–4                                  | Alejandro Tabilo                            | Eduardo Ribeiro Benjamin Hassan       | Genaro Alberto Olivieri João Fonseca Alessandro Giannessi Francisco Comesaña          |
| 17 aprilie | Florianópolis Challenger Florianópolis, Brazilia Challenger 75 – Zgură – 32S/24Q/16D                | Pedro Boscardin Dias Gustavo Heide 6–2, 7–5                  | Christian Oliveira Pedro Sakamoto           | Eduardo Ribeiro Benjamin Hassan       | Genaro Alberto Olivieri João Fonseca Alessandro Giannessi Francisco Comesaña          |
| 17 aprilie | Morelos Open Cuernavaca, Mexic Challenger 75 – Dură – 32S/24Q/16D                                   | Thiago Agustín Tirante 7–5, 6–0                              | James Duckworth                             | Christian Langmo Mark Lajal           | Vitaliy Sachko Antoine Escoffier Juan Pablo Ficovich Térence Atmane                   |
| 17 aprilie | Morelos Open Cuernavaca, Mexic Challenger 75 – Dură – 32S/24Q/16D                                   | Skander Mansouri Michail Pervolarakis 6–4, 6–4               | Benjamin Lock Rubin Statham                 | Christian Langmo Mark Lajal           | Vitaliy Sachko Antoine Escoffier Juan Pablo Ficovich Térence Atmane                   |
| 17 aprilie | Challenger di Roseto degli Abruzzi Roseto degli Abruzzi, Italia Challenger 75 – Zgură – 32S/24Q/16D | Filip Misolic 4–6, 7–5, 7–6(8–6)                             | Raphaël Collignon                           | Dalibor Svrčina Nicholas David Ionel  | Andrea Pellegrino Jesper de Jong Gauthier Onclin Franco Agamenone                     |
| 17 aprilie | Challenger di Roseto degli Abruzzi Roseto degli Abruzzi, Italia Challenger 75 – Zgură – 32S/24Q/16D | Dan Added Titouan Droguet 6–2, 1–6, [12–10]                  | Jacopo Berrettini Andrea Pellegrino         | Dalibor Svrčina Nicholas David Ionel  | Andrea Pellegrino Jesper de Jong Gauthier Onclin Franco Agamenone                     |
| 17 aprilie | Tallahassee Tennis Challenger Tallahassee, Statele Unite Challenger 75 – Zgură – 32S/24Q/16D        | Zizou Bergs 7–5, 6–2                                         | Wu Tung-lin                                 | Hong Seong-chan Enzo Couacaud         | Zhang Zhizhen Moez Echargui Thai-Son Kwiatkowski Alex Michelsen                       |
| 17 aprilie | Tallahassee Tennis Challenger Tallahassee, Statele Unite Challenger 75 – Zgură – 32S/24Q/16D        | Federico Agustín Gómez Nicolás Kicker 7–6(7–2), 4–6, [13–11] | William Blumberg Luis David Martínez        | Hong Seong-chan Enzo Couacaud         | Zhang Zhizhen Moez Echargui Thai-Son Kwiatkowski Alex Michelsen                       |
| 24 aprilie | Seul Open Challenger Seul, Coreea de Sud Challenger 125 – Dură – 32S/24Q/16D                        | Bu Yunchaokete 7–6(7–4), 6–4                                 | Aleksandar Vukic                            | Yasutaka Uchiyama Chung Yun-seong     | Hong Seong-chan Denis Kudla Rinky Hijikata Christopher Eubanks                        |
| 24 aprilie | Seul Open Challenger Seul, Coreea de Sud Challenger 125 – Dură – 32S/24Q/16D                        | Max Purcell Yasutaka Uchiyama 6–1, 6–4                       | Chung Yun-seong Yuta Shimizu                | Yasutaka Uchiyama Chung Yun-seong     | Hong Seong-chan Denis Kudla Rinky Hijikata Christopher Eubanks                        |
| 24 aprilie | Ostra Group Open Ostrava, Republica Cehă Challenger 75 – Zgură – 32S/24Q/16D                        | Zdeněk Kolář 6–3, 6–2                                        | Máté Valkusz                                | Shintaro Mochizuki Riccardo Bonadio   | Damir Džumhur Gauthier Onclin Frederico Ferreira Silva Jiří Veselý                    |
| 24 aprilie | Ostra Group Open Ostrava, Republica Cehă Challenger 75 – Zgură – 32S/24Q/16D                        | Robert Galloway Miguel Ángel Reyes-Varela 7–5, 7–6(7–5)      | Guido Andreozzi Guillermo Durán             | Shintaro Mochizuki Riccardo Bonadio   | Damir Džumhur Gauthier Onclin Frederico Ferreira Silva Jiří Veselý                    |
| 24 aprilie | Garden Open Roma, Italia Challenger 75 – Zgură – 32S/24Q/16D                                        | Sumit Nagal 6–3, 6–2                                         | Jesper de Jong                              | Joris De Loore Flavio Cobolli         | Alexander Ritschard Max Houkes Marco Trungelliti Franco Agamenone                     |
| 24 aprilie | Garden Open Roma, Italia Challenger 75 – Zgură – 32S/24Q/16D                                        | Nicolás Barrientos Francisco Cabral 6–3, 6–1                 | Andrei Golubev Denys Molchanov              | Joris De Loore Flavio Cobolli         | Alexander Ritschard Max Houkes Marco Trungelliti Franco Agamenone                     |
| 24 aprilie | Savannah Challenger Savannah, Statele Unite Challenger 75 – Zgură – 32S/24Q/16D                     | Facundo Díaz Acosta 6–3, 6–1                                 | Tristan Boyer                               | Calvin Hemery Patrick Kypson          | Zizou Bergs Mitchell Krueger Nicolás Kicker Aziz Dougaz                               |
| 24 aprilie | Savannah Challenger Savannah, Statele Unite Challenger 75 – Zgură – 32S/24Q/16D                     | William Blumberg Luis David Martínez 6–1, 6–4                | Federico Agustín Gómez Nicolás Kicker       | Calvin Hemery Patrick Kypson          | Zizou Bergs Mitchell Krueger Nicolás Kicker Aziz Dougaz                               |
| 24 aprilie | Challenger Tenis Club Argentino Buenos Aires, Argentina Challenger 50 – Zgură – 32S/24Q/16D         | Thiago Seyboth Wild 6–3, 6–3                                 | Luciano Darderi                             | Andrea Collarini Mariano Navone       | Gonzalo Villanueva Santiago Rodríguez Taverna Hernán Casanova Román Andrés Burruchaga |
| 24 aprilie | Challenger Tenis Club Argentino Buenos Aires, Argentina Challenger 50 – Zgură – 32S/24Q/16D         | Francisco Comesaña Thiago Seyboth Wild 6–3, 6–7(5–7), [10–6] | Hernán Casanova Santiago Rodríguez Taverna  | Andrea Collarini Mariano Navone       | Gonzalo Villanueva Santiago Rodríguez Taverna Hernán Casanova Román Andrés Burruchaga |

### Mai
| Săptă mâna | Turneu                                                                                             | Campioni                                                  | Finaliști                                  | Semifinaliști                                   | Sfert-finaliști                                                                    |
| ---------- | -------------------------------------------------------------------------------------------------- | --------------------------------------------------------- | ------------------------------------------ | ----------------------------------------------- | ---------------------------------------------------------------------------------- |
| 1 mai      | Open du Pays d'Aix Aix-en-Provence, Franța Challenger 175 – Zgură – 28S/16Q/16D                    | Andy Murray 2–6, 6–1, 6–2                                 | Tommy Paul                                 | David Goffin Harold Mayot                       | Jurij Rodionov Arthur Fils Luca Van Assche Alexander Bublik                        |
| 1 mai      | Open du Pays d'Aix Aix-en-Provence, Franța Challenger 175 – Zgură – 28S/16Q/16D                    | Jason Kubler John Peers 6–7(5–7), 6–4, [10–7]             | Nuno Borges Francisco Cabral               | David Goffin Harold Mayot                       | Jurij Rodionov Arthur Fils Luca Van Assche Alexander Bublik                        |
| 1 mai      | Sardegna Open Cagliari, Italia Challenger 175 – Zgură – 28S/16Q/16D                                | Ugo Humbert 4–6, 7–5, 6–4                                 | Laslo Djere                                | Daniel Elahi Galán Ben Shelton                  | Borna Gojo Taro Daniel Thanasi Kokkinakis Giulio Zeppieri                          |
| 1 mai      | Sardegna Open Cagliari, Italia Challenger 175 – Zgură – 28S/16Q/16D                                | Alexander Erler Lucas Miedler 7–6(8–6), 6–3               | Máximo González Andrés Molteni             | Daniel Elahi Galán Ben Shelton                  | Borna Gojo Taro Daniel Thanasi Kokkinakis Giulio Zeppieri                          |
| 1 mai      | Gwangju Open Gwangju, Coreea de Sud Challenger 75 – Dură – 32S/24Q/16D                             | Jordan Thompson 6–3, 6–2                                  | Max Purcell                                | Marc Polmans Christopher Eubanks                | Emilio Gómez Jason Jung Rinky Hijikata Bu Yunchaokete                              |
| 1 mai      | Gwangju Open Gwangju, Coreea de Sud Challenger 75 – Dură – 32S/24Q/16D                             | Evan King Reese Stalder 6–4, 6–2                          | Andrew Harris John-Patrick Smith           | Marc Polmans Christopher Eubanks                | Emilio Gómez Jason Jung Rinky Hijikata Bu Yunchaokete                              |
| 1 mai      | I.ČLTK Praga Open Praga, Republica Cehă Challenger 75 – Zgură – 32S/24Q/16D                        | Dominic Stricker 7–6(9–7), 6–3                            | Sebastian Ofner                            | Filip Krajinović Lukáš Klein                    | Dominik Koepfer Dalibor Svrčina Zdeněk Kolář Tomás Barrios Vera                    |
| 1 mai      | I.ČLTK Praga Open Praga, Republica Cehă Challenger 75 – Zgură – 32S/24Q/16D                        | Petr Nouza Andrew Paulson 6–4, 6–3                        | Jiří Barnat Jan Hrazdil                    | Filip Krajinović Lukáš Klein                    | Dominik Koepfer Dalibor Svrčina Zdeněk Kolář Tomás Barrios Vera                    |
| 1 mai      | Challenger Coquimbo Coquimbo, Chile Challenger 50 – Zgură – 32S/24Q/16D                            | Matheus Pucinelli de Almeida 7–6(7–1), 6–7(4–7), 6–4      | João Lucas Reis da Silva                   | Román Andrés Burruchaga Thiago Seyboth Wild     | Nick Hardt Santiago Rodríguez Taverna Facundo Juárez Mateus Alves                  |
| 1 mai      | Challenger Coquimbo Coquimbo, Chile Challenger 50 – Zgură – 32S/24Q/16D                            | Valerio Aboian Murkel Dellien 7–6(7–4), 6–0               | Tomás Farjat Facundo Juárez                | Román Andrés Burruchaga Thiago Seyboth Wild     | Nick Hardt Santiago Rodríguez Taverna Facundo Juárez Mateus Alves                  |
| 8 mai      | Busan Open Busan, Coreea de Sud Challenger 125 – Dură – 32S/24Q/16D                                | Aleksandar Vukic 6–4, 1–0 ret.                            | Max Purcell                                | Gabriel Diallo Brandon Holt                     | Yasutaka Uchiyama Jordan Thompson Li Tu Christopher Eubanks                        |
| 8 mai      | Busan Open Busan, Coreea de Sud Challenger 125 – Dură – 32S/24Q/16D                                | Evan King Reese Stalder Walkover                          | Max Purcell Rubin Statham                  | Gabriel Diallo Brandon Holt                     | Yasutaka Uchiyama Jordan Thompson Li Tu Christopher Eubanks                        |
| 8 mai      | Upper Austria Open Mauthausen, Austria Challenger 100 – Zgură – 32S/24Q/16D                        | Hamad Međedović 6–2, 6–7(5–7), 6–4                        | Filip Misolic                              | Dominic Thiem Sebastian Ofner                   | Dino Prižmić Dennis Novak Facundo Bagnis Hugo Gaston                               |
| 8 mai      | Upper Austria Open Mauthausen, Austria Challenger 100 – Zgură – 32S/24Q/16D                        | Romain Arneodo Sam Weissborn 6–4, 6–2                     | Constantin Frantzen Hendrik Jebens         | Dominic Thiem Sebastian Ofner                   | Dino Prižmić Dennis Novak Facundo Bagnis Hugo Gaston                               |
| 8 mai      | Internazionali di Tennis d'Abruzzo Francavilla al Mare, Italia Challenger 75 – Zgură – 32S/24Q/16D | Alejandro Tabilo 6–1, 7–5                                 | Benoît Paire                               | Lorenzo Giustino Nicholas David Ionel           | Raphaël Collignon Gianluca Mager Kimmer Coppejans Thiago Agustín Tirante           |
| 8 mai      | Internazionali di Tennis d'Abruzzo Francavilla al Mare, Italia Challenger 75 – Zgură – 32S/24Q/16D | Nicolás Barrientos Ariel Behar 7–6(7–1), 3–6, [10–6]      | Sander Arends Petros Tsitsipas             | Lorenzo Giustino Nicholas David Ionel           | Raphaël Collignon Gianluca Mager Kimmer Coppejans Thiago Agustín Tirante           |
| 8 mai      | IBG Prague Open Praga, Republica Cehă Challenger 75 – Zgură – 32S/24Q/16D                          | Jakub Menšík 6–4, 6–3                                     | Dominik Koepfer                            | Alejandro Moro Cañas Nicolás Kicker             | Akira Santillan Shintaro Mochizuki Lukáš Klein Henri Laaksonen                     |
| 8 mai      | IBG Prague Open Praga, Republica Cehă Challenger 75 – Zgură – 32S/24Q/16D                          | Dan Added Albano Olivetti 6–4, 6–3                        | Miķelis Lībietis Hunter Reese              | Alejandro Moro Cañas Nicolás Kicker             | Akira Santillan Shintaro Mochizuki Lukáš Klein Henri Laaksonen                     |
| 15 mai     | BNP Paribas Primrose Bordeaux Bordeaux, Franța Challenger 175 – Zgură – 28S/16Q/16D                | Ugo Humbert 7–6(7–3), 6–4                                 | Tomás Martín Etcheverry                    | Jan-Lennard Struff Richard Gasquet              | Corentin Moutet Albert Ramos Viñolas Mikael Ymer Stan Wawrinka                     |
| 15 mai     | BNP Paribas Primrose Bordeaux Bordeaux, Franța Challenger 175 – Zgură – 28S/16Q/16D                | Lloyd Glasspool Harri Heliövaara 6–4, 6–2                 | Sadio Doumbia Fabien Reboul                | Jan-Lennard Struff Richard Gasquet              | Corentin Moutet Albert Ramos Viñolas Mikael Ymer Stan Wawrinka                     |
| 15 mai     | Torino Challenger Torino, Italia Challenger 175 – Zgură – 28S/16Q/16D                              | Dominik Koepfer 6–7(5–7), 6–2, 6–0                        | Federico Gaio                              | Sebastián Báez Daniel Elahi Galán               | Thiago Seyboth Wild Andrea Collarini Edoardo Lavagno Flavio Cobolli                |
| 15 mai     | Torino Challenger Torino, Italia Challenger 175 – Zgură – 28S/16Q/16D                              | Andrey Golubev Denys Molchanov 7–6(7–4), 6–7(6–8), [10–5] | Nathaniel Lammons John Peers               | Sebastián Báez Daniel Elahi Galán               | Thiago Seyboth Wild Andrea Collarini Edoardo Lavagno Flavio Cobolli                |
| 15 mai     | Tunis Open Tunis, Tunisia Challenger 75 – Zgură – 32S/24Q/16D                                      | Sho Shimabukuro 6–4, 6–4                                  | Geoffrey Blancaneaux                       | Borna Gojo Jesper de Jong                       | Jakub Menšík Maximilian Marterer Aziz Dougaz Damir Džumhur                         |
| 15 mai     | Tunis Open Tunis, Tunisia Challenger 75 – Zgură – 32S/24Q/16D                                      | Théo Arribagé Luca Sanchez 4–6, 6–3, [10–5]               | James McCabe Aziz Ouakaa                   | Borna Gojo Jesper de Jong                       | Jakub Menšík Maximilian Marterer Aziz Dougaz Damir Džumhur                         |
| 15 mai     | Open de Oeiras II Oeiras, Portugalia Challenger 75 – Zgură – 32S/24Q/16D                           | Facundo Díaz Acosta 6–4, 6–3                              | Aleksandar Vukic                           | Nicolas Moreno de Alboran Felipe Meligeni Alves | Pedro Cachín Radu Albot Alexander Ritschard Pedro Martínez                         |
| 15 mai     | Open de Oeiras II Oeiras, Portugalia Challenger 75 – Zgură – 32S/24Q/16D                           | Luke Johnson Sem Verbeek 6–7(6–8), 7–5, [10–6]            | Jaime Faria Henrique Rocha                 | Nicolas Moreno de Alboran Felipe Meligeni Alves | Pedro Cachín Radu Albot Alexander Ritschard Pedro Martínez                         |
| 22 mai     | Skopje Challenger Skopje, Macedonia de Nord Challenger 75 – Zgură – 32S/24Q/16D                    | Máté Valkusz 6–3, 6–4                                     | Francisco Comesaña                         | Dragoș Nicolae Mădăraș Evgeny Donskoy           | Aziz Dougaz Alexander Weis Oliver Crawford Gerard Campana Lee                      |
| 22 mai     | Skopje Challenger Skopje, Macedonia de Nord Challenger 75 – Zgură – 32S/24Q/16D                    | Petr Nouza Andrew Paulson 7–6(7–5), 6–3                   | Sriram Balaji Jeevan Nedunchezhiyan        | Dragoș Nicolae Mădăraș Evgeny Donskoy           | Aziz Dougaz Alexander Weis Oliver Crawford Gerard Campana Lee                      |
| 29 mai     | Little Rock Challenger Little Rock, Statele Unite Challenger 75 – Dură – 32S/24Q/16D               | Mark Lajal 6–4, 7–5                                       | Beibit Zhukayev                            | Antoine Escoffier Adam Walton                   | Aziz Dougaz Thai-Son Kwiatkowski Alexis Galarneau Mikhail Kukushkin                |
| 29 mai     | Little Rock Challenger Little Rock, Statele Unite Challenger 75 – Dură – 32S/24Q/16D               | Nam Ji-sung Artem Sitak 6–4, 6–4                          | Alexis Galarneau Nicolas Moreno de Alboran | Antoine Escoffier Adam Walton                   | Aziz Dougaz Thai-Son Kwiatkowski Alexis Galarneau Mikhail Kukushkin                |
| 29 mai     | Saturn Oil Open Troisdorf, Germania Challenger 75 – Zgură – 32S/24Q/16D                            | Ivan Gakhov 6–2, 5–7, 6–3                                 | Frederico Ferreira Silva                   | Pavel Kotov Sumit Nagal                         | Robert Strombachs Nick Hardt Oleksii Krutykh Renzo Olivo                           |
| 29 mai     | Saturn Oil Open Troisdorf, Germania Challenger 75 – Zgură – 32S/24Q/16D                            | Íñigo Cervantes Oriol Roca Batalla 6–2, 7–6(7–1)          | Manuel Guinard Grégoire Jacq               | Pavel Kotov Sumit Nagal                         | Robert Strombachs Nick Hardt Oleksii Krutykh Renzo Olivo                           |
| 29 mai     | Internazionali di Tennis Città di Vicenza Vicenza, Italia Challenger 75 – Zgură – 32S/24Q/16D      | Francisco Comesaña 3–6, 6–2, 6–2                          | Pablo Llamas Ruiz                          | Francesco Passaro Román Andrés Burruchaga       | Santiago Rodríguez Taverna Matheus Pucinelli de Almeida Nino Serdarušić Luca Nardi |
| 29 mai     | Internazionali di Tennis Città di Vicenza Vicenza, Italia Challenger 75 – Zgură – 32S/24Q/16D      | Anirudh Chandrasekar Vijay Sundar Prashanth 6–3, 6–2      | Fernando Romboli Marcelo Zormann           | Francesco Passaro Román Andrés Burruchaga       | Santiago Rodríguez Taverna Matheus Pucinelli de Almeida Nino Serdarušić Luca Nardi |

### Iunie
| Săptă mâna | Turneu                                                                                         | Campioni                                              | Finaliști                             | Semifinaliști                             | Sfert-finaliști                                                            |
| ---------- | ---------------------------------------------------------------------------------------------- | ----------------------------------------------------- | ------------------------------------- | ----------------------------------------- | -------------------------------------------------------------------------- |
| 5 iunie    | Heilbronner Neckarcup Heilbronn, Germania Challenger 125 – Zgură – 32S/24Q/16D                 | Matteo Arnaldi 7–6(7–4), 6–1                          | Facundo Díaz Acosta                   | Rudolf Molleker Pedro Martínez            | Akira Santillan Daniel Elahi Galán Pavel Kotov Jaume Munar                 |
| 5 iunie    | Heilbronner Neckarcup Heilbronn, Germania Challenger 125 – Zgură – 32S/24Q/16D                 | Constantin Frantzen Hendrik Jebens 7–6(9–7), 6–4      | Victor Vlad Cornea Philipp Oswald     | Rudolf Molleker Pedro Martínez            | Akira Santillan Daniel Elahi Galán Pavel Kotov Jaume Munar                 |
| 5 iunie    | Surbiton Trophy Surbiton, Regatul Unit Challenger 125 – Iarbă – 32S/24Q/16D                    | Andy Murray 6–3, 6–2                                  | Jurij Rodionov                        | Zizou Bergs Jordan Thompson               | Gabriel Diallo Constant Lestienne Rinky Hijikata Jason Kubler              |
| 5 iunie    | Surbiton Trophy Surbiton, Regatul Unit Challenger 125 – Iarbă – 32S/24Q/16D                    | Liam Broady Jonny O'Mara 6–4, 5–7, [10–8]             | Alexei Popyrin Aleksandar Vukic       | Zizou Bergs Jordan Thompson               | Gabriel Diallo Constant Lestienne Rinky Hijikata Jason Kubler              |
| 5 iunie    | UniCredit Czech Open Prostějov, Republica Cehă Challenger 100 – Zgură – 32S/24Q/16D            | Dalibor Svrčina 6–4, 6–2                              | Tomáš Macháč                          | Lukáš Klein Francisco Comesaña            | Jiří Lehečka Jakub Menšík Dimitar Kuzmanov Román Andrés Burruchaga         |
| 5 iunie    | UniCredit Czech Open Prostějov, Republica Cehă Challenger 100 – Zgură – 32S/24Q/16D            | Ariel Behar Adam Pavlásek 7–5, 6–4                    | Marco Bortolotti Sergio Martos Gornés | Lukáš Klein Francisco Comesaña            | Jiří Lehečka Jakub Menšík Dimitar Kuzmanov Román Andrés Burruchaga         |
| 5 iunie    | Tyler Challenger Texas, Statele Unite Challenger 75 – Dură – 32S/24Q/16D                       | Nicolas Moreno de Alboran 6–7(8–10), 7–6(7–0), 6–4    | Mikhail Kukushkin                     | Peter Gojowczyk Alexis Galarneau          | Adam Neff Tennys Sandgren Yuta Shimizu Skander Mansouri                    |
| 5 iunie    | Tyler Challenger Texas, Statele Unite Challenger 75 – Dură – 32S/24Q/16D                       | Alex Bolt Andrew Harris 6–1, 6–4                      | Evan King Reese Stalder               | Peter Gojowczyk Alexis Galarneau          | Adam Neff Tennys Sandgren Yuta Shimizu Skander Mansouri                    |
| 12 iunie   | Nottingham Open Nottingham, Regatul Unit Challenger 125 – Iarbă – 32S/24Q/16D                  | Andy Murray 6–4, 6–4                                  | Arthur Cazaux                         | Nuno Borges Dominik Koepfer               | Dominic Stricker Sho Shimabukuro Gabriel Diallo George Loffhagen           |
| 12 iunie   | Nottingham Open Nottingham, Regatul Unit Challenger 125 – Iarbă – 32S/24Q/16D                  | Jacob Fearnley Johannus Monday 6–3, 6–7(6–8), [10–7]  | Liam Broady Jonny O'Mara              | Nuno Borges Dominik Koepfer               | Dominic Stricker Sho Shimabukuro Gabriel Diallo George Loffhagen           |
| 12 iunie   | Internazionali di Tennis Città di Perugia Perugia, Italia Challenger 125 – Zgură – 32S/24Q/16D | Fábián Marozsán 6–2, 6–3                              | Edoardo Lavagno                       | Pedro Cachín Alexandre Müller             | Nerman Fatić Francesco Maestrelli Jaume Munar Raúl Brancaccio              |
| 12 iunie   | Internazionali di Tennis Città di Perugia Perugia, Italia Challenger 125 – Zgură – 32S/24Q/16D | Boris Arias Federico Zeballos 7–6(7–3), 7–6(8–6)      | Luciano Darderi Juan Pablo Paz        | Pedro Cachín Alexandre Müller             | Nerman Fatić Francesco Maestrelli Jaume Munar Raúl Brancaccio              |
| 12 iunie   | Bratislava Open Bratislava, Slovacia Challenger 100 – Zgură – 32S/24Q/16D                      | Vitaliy Sachko 2–6, 6–2, 7–6(7–2)                     | Dimitar Kuzmanov                      | Alex Molčan Tomás Barrios Vera            | Tomáš Macháč Jérôme Kym Federico Coria Jakub Menšík                        |
| 12 iunie   | Bratislava Open Bratislava, Slovacia Challenger 100 – Zgură – 32S/24Q/16D                      | Ariel Behar Adam Pavlásek 6–4, 6–4                    | Neil Oberleitner Tim Sandkaulen       | Alex Molčan Tomás Barrios Vera            | Tomáš Macháč Jérôme Kym Federico Coria Jakub Menšík                        |
| 12 iunie   | Open Sopra Steria de Lyon Lyon, Franța Challenger 100 – Zgură – 32S/24Q/16D                    | Felipe Meligeni Alves 6–4, 0–6, 7–6(9–7)              | Alexander Ritschard                   | Alejandro Moro Cañas Gabriel Debru        | Pablo Llamas Ruiz Mathias Bourgue Salvatore Caruso Benoît Paire            |
| 12 iunie   | Open Sopra Steria de Lyon Lyon, Franța Challenger 100 – Zgură – 32S/24Q/16D                    | Manuel Guinard Grégoire Jacq 6–4, 2–6, [10–7]         | Constantin Frantzen Hendrik Jebens    | Alejandro Moro Cañas Gabriel Debru        | Pablo Llamas Ruiz Mathias Bourgue Salvatore Caruso Benoît Paire            |
| 12 iunie   | Palmas del Mar Challenger Palmas del Mar, Puerto Rico Challenger 75 – Dură – 32S/24Q/16D       | Kei Nishikori 6–2, 7–5                                | Michael Zheng                         | Beibit Zhukayev Gustavo Heide             | Liam Draxl Alexis Galarneau Adam Walton Bernard Tomic                      |
| 12 iunie   | Palmas del Mar Challenger Palmas del Mar, Puerto Rico Challenger 75 – Dură – 32S/24Q/16D       | Evan King Reese Stalder 3–6, 7–5, [11–9]              | Toshihide Matsui Kaito Uesugi         | Beibit Zhukayev Gustavo Heide             | Liam Draxl Alexis Galarneau Adam Walton Bernard Tomic                      |
| 19 iunie   | Ilkley Trophy Ilkley, Regatul Unit Challenger 125 – Iarbă – 32S/24Q/16D                        | Jason Kubler 6–4, 6–4                                 | Sebastian Ofner                       | Arthur Cazaux Zsombor Piros               | Sho Shimabukuro Shang Juncheng Denis Kudla Charles Broom                   |
| 19 iunie   | Ilkley Trophy Ilkley, Regatul Unit Challenger 125 – Iarbă – 32S/24Q/16D                        | Gonzalo Escobar Aleksandr Nedovyesov 2–6, 7–5, [11–9] | Robert Galloway John-Patrick Smith    | Arthur Cazaux Zsombor Piros               | Sho Shimabukuro Shang Juncheng Denis Kudla Charles Broom                   |
| 19 iunie   | Emilia-Romagna Open Montechiarugolo, Italia Challenger 125 – Zgură – 32S/24Q/16D               | Alexandre Müller 6–1, 6–4                             | Francesco Maestrelli                  | Giulio Zeppieri Stefano Travaglia         | Albert Ramos Viñolas Andrea Collarini Alessandro Giannessi Thiago Monteiro |
| 19 iunie   | Emilia-Romagna Open Montechiarugolo, Italia Challenger 125 – Zgură – 32S/24Q/16D               | Jonathan Eysseric Miguel Ángel Reyes-Varela 6–2, 6–3  | Luca Margaroli Ramkumar Ramanathan    | Giulio Zeppieri Stefano Travaglia         | Albert Ramos Viñolas Andrea Collarini Alessandro Giannessi Thiago Monteiro |
| 19 iunie   | Poznań Open Poznań, Polonia Challenger 100 – Zgură – 32S/24Q/16D                               | Mariano Navone 7–5, 6–3                               | Tomás Barrios Vera                    | Zdeněk Kolář Timo Stodder                 | Ulises Blanch Facundo Díaz Acosta Daniel Michalski Manuel Guinard          |
| 19 iunie   | Poznań Open Poznań, Polonia Challenger 100 – Zgură – 32S/24Q/16D                               | Karol Drzewiecki Petr Nouza 7–6(7–2), 7–6(7–2)        | Ariel Behar Adam Pavlásek             | Zdeněk Kolář Timo Stodder                 | Ulises Blanch Facundo Díaz Acosta Daniel Michalski Manuel Guinard          |
| 19 iunie   | Internationaux de Tennis de Blois Blois, Franța Challenger 75 – Zgură – 32S/24Q/16D            | Quentin Halys 4–6, 6–2, 2–0 ret.                      | Kyrian Jacquet                        | Benjamin Hassan Nikolás Sánchez Izquierdo | Renzo Olivo Harold Mayot Ugo Blanchet Kenny de Schepper                    |
| 19 iunie   | Internationaux de Tennis de Blois Blois, Franța Challenger 75 – Zgură – 32S/24Q/16D            | Dan Added Grégoire Jacq 6–4, 6–4                      | Théo Arribagé Luca Sanchez            | Benjamin Hassan Nikolás Sánchez Izquierdo | Renzo Olivo Harold Mayot Ugo Blanchet Kenny de Schepper                    |
| 26 iunie   | Modena Challenger Modena, Italia Challenger 75 – Zgură – 32S/24Q/16D                           | Emilio Nava 6–7(5–7), 7–6(8–6), 6–4                   | Titouan Droguet                       | Nerman Fatić Moez Echargui                | Federico Coria Maks Kaśnikowski Gianmarco Ferrari Térence Atmane           |
| 26 iunie   | Modena Challenger Modena, Italia Challenger 75 – Zgură – 32S/24Q/16D                           | William Blumberg Luis David Martínez 6–4, 6–4         | Roman Jebavý Vladyslav Manafov        | Nerman Fatić Moez Echargui                | Federico Coria Maks Kaśnikowski Gianmarco Ferrari Térence Atmane           |
| 26 iunie   | Open Rionegro Medellín, Columbia Zgură – Challenger 50 – 32S/24Q/16D                           | Patrick Kypson 6–3, 6–3                               | Benjamin Lock                         | Adrià Soriano Barrera Eduardo Ribeiro     | Nicolás Mejía Nino Serdarušić Matías Soto Santiago Rodríguez Taverna       |
| 26 iunie   | Open Rionegro Medellín, Columbia Zgură – Challenger 50 – 32S/24Q/16D                           | Juan Sebastián Gómez Andrés Urrea 6–3, 7–6(12–10)     | Orlando Luz Oleg Prihodko             | Adrià Soriano Barrera Eduardo Ribeiro     | Nicolás Mejía Nino Serdarušić Matías Soto Santiago Rodríguez Taverna       |

### Iulie
| Săptă mâna | Turneu                                                                                         | Campioni                                                | Finaliști                                   | Semifinaliști                               | Sfert-finaliști                                                            |
| ---------- | ---------------------------------------------------------------------------------------------- | ------------------------------------------------------- | ------------------------------------------- | ------------------------------------------- | -------------------------------------------------------------------------- |
| 3 iulie    | Bloomfield Hills Challenger Bloomfield Hills, Statele Unite Challenger 75 – Dură – 32S/24Q/16D | Steve Johnson 6–4, 6–7(7–9), 7–6(7–4)                   | Mikhail Kukushkin                           | Tennys Sandgren Tristan Schoolkate          | Mukund Sasikumar Denis Kudla Omar Jasika Yasutaka Uchiyama                 |
| 3 iulie    | Bloomfield Hills Challenger Bloomfield Hills, Statele Unite Challenger 75 – Dură – 32S/24Q/16D | Tristan Schoolkate Adam Walton 7–5, 6–3                 | Blake Ellis Calum Puttergill                | Tennys Sandgren Tristan Schoolkate          | Mukund Sasikumar Denis Kudla Omar Jasika Yasutaka Uchiyama                 |
| 3 iulie    | Karlsruhe Challenger Karlsruhe, Germania Challenger 75 – Zgură – 32S/24Q/16D                   | Alejandro Tabilo 2–6, 1–0 ret.                          | Giulio Zeppieri                             | Zsombor Piros Timofey Skatov                | Thiago Seyboth Wild Ivan Gakhov Hady Habib Leandro Riedi                   |
| 3 iulie    | Karlsruhe Challenger Karlsruhe, Germania Challenger 75 – Zgură – 32S/24Q/16D                   | Neil Oberleitner Tim Sandkaulen 6–1, 6–1                | Vít Kopřiva Michail Pervolarakis            | Zsombor Piros Timofey Skatov                | Thiago Seyboth Wild Ivan Gakhov Hady Habib Leandro Riedi                   |
| 3 iulie    | Aspria Tennis Cup Milano, Italia Challenger 75 – Zgură – 32S/24Q/16D                           | Facundo Díaz Acosta 6–3, 6–3                            | Matteo Gigante                              | Flavio Cobolli Luciano Darderi              | Gauthier Onclin Thiago Agustín Tirante Luca Nardi Lautaro Midón            |
| 3 iulie    | Aspria Tennis Cup Milano, Italia Challenger 75 – Zgură – 32S/24Q/16D                           | Jonathan Eysseric Denys Molchanov 6–2, 6–4              | Théo Arribagé Luca Sanchez                  | Flavio Cobolli Luciano Darderi              | Gauthier Onclin Thiago Agustín Tirante Luca Nardi Lautaro Midón            |
| 3 iulie    | Internationaux de Tennis de Troyes Troyes, Franța Challenger 50 – Zgură – 32S/24Q/16D          | Manuel Guinard 6–4, 6–3                                 | Calvin Hemery                               | David Jordà Sanchis Duje Ajduković          | Lorenzo Giustino Giovanni Fonio Térence Atmane Viktor Durasovic            |
| 3 iulie    | Internationaux de Tennis de Troyes Troyes, Franța Challenger 50 – Zgură – 32S/24Q/16D          | Manuel Guinard Grégoire Jacq Walkover                   | Álvaro López San Martín Daniel Rincón       | David Jordà Sanchis Duje Ajduković          | Lorenzo Giustino Giovanni Fonio Térence Atmane Viktor Durasovic            |
| 10 iulie   | Brawo Open Braunschweig, Germania Challenger 125 – Zgură – 32S/24Q/16D                         | Franco Agamenone 7–5, 6–3                               | Pavel Kotov                                 | Benjamin Hassan Thiago Seyboth Wild         | Daniel Altmaier August Holmgren Jozef Kovalík Jan Choinski                 |
| 10 iulie   | Brawo Open Braunschweig, Germania Challenger 125 – Zgură – 32S/24Q/16D                         | Pierre-Hugues Herbert Arthur Reymond 7–6(9–7), 6–4      | Rithvik Choudary Bollipalli Arjun Kadhe     | Benjamin Hassan Thiago Seyboth Wild         | Daniel Altmaier August Holmgren Jozef Kovalík Jan Choinski                 |
| 10 iulie   | Salzburg Open Salzburg, Austria Challenger 125 – Zgură – 32S/24Q/16D                           | Sebastian Ofner 6–3, 6–2                                | Lukas Neumayer                              | Blaž Rola Juan Manuel Cerúndolo             | Filip Misolic Thiago Monteiro Nerman Fatić Elias Ymer                      |
| 10 iulie   | Salzburg Open Salzburg, Austria Challenger 125 – Zgură – 32S/24Q/16D                           | Andrey Golubev Denys Molchanov 6–4, 7–6(10–8)           | Anirudh Chandrasekar Vijay Sundar Prashanth | Blaž Rola Juan Manuel Cerúndolo             | Filip Misolic Thiago Monteiro Nerman Fatić Elias Ymer                      |
| 10 iulie   | Iași Open Iași, România Challenger 100 – Zgură – 32S/24Q/16D Simplu – Dublu                    | Hugo Gaston 3–6, 6–0, 6–4                               | Bernabé Zapata Miralles                     | Cristian Garín Steven Diez                  | Jakub Menšík Riccardo Bonadio Vitaliy Sachko Kalin Ivanovski               |
| 10 iulie   | Iași Open Iași, România Challenger 100 – Zgură – 32S/24Q/16D Simplu – Dublu                    | Nicolás Barrientos Aisam-ul-Haq Qureshi 6–3, 6–3        | Gabi Adrian Boitan Bogdan Pavel             | Cristian Garín Steven Diez                  | Jakub Menšík Riccardo Bonadio Vitaliy Sachko Kalin Ivanovski               |
| 10 iulie   | San Benedetto Tennis Cup San Benedetto del Tronto, Italia Challenger 100 – Zgură – 32S/24Q/16D | Benoît Paire 4–6, 6–1, 6–1                              | Richard Gasquet                             | Daniel Rincón Alejandro Tabilo              | Flavio Cobolli Dimitar Kuzmanov Kimmer Coppejans Luciano Darderi           |
| 10 iulie   | San Benedetto Tennis Cup San Benedetto del Tronto, Italia Challenger 100 – Zgură – 32S/24Q/16D | Fernando Romboli Marcelo Zormann 6–3, 6–4               | Diego Hidalgo Cristian Rodríguez            | Daniel Rincón Alejandro Tabilo              | Flavio Cobolli Dimitar Kuzmanov Kimmer Coppejans Luciano Darderi           |
| 10 iulie   | Chicago Men's Challenger Chicago, Statele Unite Challenger 75 – Dură – 32S/24Q/16D             | Alex Michelsen 7–5, 6–2                                 | Yuta Shimizu                                | Giovanni Mpetshi Perricard Shang Juncheng   | Jason Jung Mark Lajal Ethan Quinn Kei Nishikori                            |
| 10 iulie   | Chicago Men's Challenger Chicago, Statele Unite Challenger 75 – Dură – 32S/24Q/16D             | Miķelis Lībietis Skander Mansouri 7–6(7–5), 6–3         | Chung Yun-seong Andrew Harris               | Giovanni Mpetshi Perricard Shang Juncheng   | Jason Jung Mark Lajal Ethan Quinn Kei Nishikori                            |
| 17 iulie   | Championnats de Granby Granby, Canada Challenger 100 – Dură – 32S/24Q/16D                      | Alexis Galarneau 6–4, 3–6, 6–3                          | Philip Sekulic                              | James Trotter Wu Tung-lin                   | James McCabe Justin Boulais Maxime Janvier Tristan Schoolkate              |
| 17 iulie   | Championnats de Granby Granby, Canada Challenger 100 – Dură – 32S/24Q/16D                      | Christian Harrison Miķelis Lībietis 6–4, 6–3            | Tristan Schoolkate Adam Walton              | James Trotter Wu Tung-lin                   | James McCabe Justin Boulais Maxime Janvier Tristan Schoolkate              |
| 17 iulie   | Internazionali di Tennis Città di Trieste Trieste, Italia Challenger 100 – Zgură – 32S/24Q/16D | Hugo Gaston 6–3, 5–7, 6–2                               | Francesco Passaro                           | Fábián Marozsán Pedro Martínez              | Enrico Dalla Valle Guido Andreozzi Kyrian Jacquet Stefano Napolitano       |
| 17 iulie   | Internazionali di Tennis Città di Trieste Trieste, Italia Challenger 100 – Zgură – 32S/24Q/16D | Matthew Romios Jason Taylor 4–6, 7–5, [10–6]            | Marco Bortolotti Andrea Pellegrino          | Fábián Marozsán Pedro Martínez              | Enrico Dalla Valle Guido Andreozzi Kyrian Jacquet Stefano Napolitano       |
| 17 iulie   | Dutch Open Amersfoort, Țările de Jos Challenger 75 – Zgură – 32S/24Q/16D                       | Maximilian Marterer 6–4, 6–2                            | Titouan Droguet                             | Mathys Erhard Rudolf Molleker               | Facundo Díaz Acosta Alec Deckers Gauthier Onclin Michael Geerts            |
| 17 iulie   | Dutch Open Amersfoort, Țările de Jos Challenger 75 – Zgură – 32S/24Q/16D                       | Manuel Guinard Grégoire Jacq 6–4, 6–4                   | Mats Hermans Sander Jong                    | Mathys Erhard Rudolf Molleker               | Facundo Díaz Acosta Alec Deckers Gauthier Onclin Michael Geerts            |
| 17 iulie   | Open de Tenis Ciudad de Pozoblanco Pozoblanco, Spania Challenger 75 – Dură – 32S/24Q/16D       | Hugo Grenier 6–7(4–7), 6–2, 7–6(7–3)                    | Juan Pablo Ficovich                         | Alejandro Moro Cañas Térence Atmane         | Antoine Escoffier Dan Added Edas Butvilas Daniel Cukierman                 |
| 17 iulie   | Open de Tenis Ciudad de Pozoblanco Pozoblanco, Spania Challenger 75 – Dură – 32S/24Q/16D       | Nam Ji-sung Song Min-kyu 2–6, 6–4, [10–8]               | Luke Johnson Benjamin Lock                  | Alejandro Moro Cañas Térence Atmane         | Antoine Escoffier Dan Added Edas Butvilas Daniel Cukierman                 |
| 17 iulie   | Tampere Open Tampere, Finlanda Challenger 75 – Zgură – 32S/24Q/16D                             | Sumit Nagal 6–4, 7–5                                    | Dalibor Svrčina                             | Henri Squire Daniel Rincón                  | Daniel Michalski Lukáš Klein Duje Ajduković Aziz Dougaz                    |
| 17 iulie   | Tampere Open Tampere, Finlanda Challenger 75 – Zgură – 32S/24Q/16D                             | Szymon Kielan Piotr Matuszewski 6–4, 7–6(9–7)           | Vladyslav Orlov Adam Taylor                 | Henri Squire Daniel Rincón                  | Daniel Michalski Lukáš Klein Duje Ajduković Aziz Dougaz                    |
| 24 iulie   | Zug Open Zug, Elveția Challenger 125 – Zgură – 32S/24Q/16D                                     | Arthur Rinderknech 3–6, 6–3, 6–4                        | Joris De Loore                              | Jurij Rodionov Fabio Fognini                | Adrian Andreev Zizou Bergs Jakub Menšík Matteo Gigante                     |
| 24 iulie   | Zug Open Zug, Elveția Challenger 125 – Zgură – 32S/24Q/16D                                     | Théo Arribagé Luca Sanchez 6–3, 7–5                     | Ergi Kırkın Dalibor Svrčina                 | Jurij Rodionov Fabio Fognini                | Adrian Andreev Zizou Bergs Jakub Menšík Matteo Gigante                     |
| 24 iulie   | Open Castilla y León Segovia, Spania Challenger 100 – Dură – 32S/24Q/16D                       | Pablo Llamas Ruiz 7–6(11–9), 7–6(7–5)                   | Antoine Escoffier                           | Térence Atmane Nicolas Moreno de Alboran    | Márton Fucsovics David Jordà Sanchis Fernando Verdasco Juan Pablo Ficovich |
| 24 iulie   | Open Castilla y León Segovia, Spania Challenger 100 – Dură – 32S/24Q/16D                       | Dan Added Pierre-Hugues Herbert 4–6, 6–3, [12–10]       | Francis Alcantara Sun Fajing                | Térence Atmane Nicolas Moreno de Alboran    | Márton Fucsovics David Jordà Sanchis Fernando Verdasco Juan Pablo Ficovich |
| 24 iulie   | Internazionali di Tennis Città di Verona Verona, Italia Challenger 100 – Zgură – 32S/24Q/16D   | Vít Kopřiva 1–6, 7–6(7–3), 6–2                          | Vitaliy Sachko                              | David Goffin Mathias Bourgue                | Stefano Napolitano Francisco Comesaña Francesco Passaro Luciano Darderi    |
| 24 iulie   | Internazionali di Tennis Città di Verona Verona, Italia Challenger 100 – Zgură – 32S/24Q/16D   | Federico Gaio Andrea Pellegrino 7–6(8–6), 6–2           | Daniel Dutra da Silva Nick Hardt            | David Goffin Mathias Bourgue                | Stefano Napolitano Francisco Comesaña Francesco Passaro Luciano Darderi    |
| 24 iulie   | Salinas Challenger Salinas, Ecuador Dură – Challenger 75 – 32S/24Q/16D                         | Illya Marchenko 6–4, 6–4                                | Matija Pecotić                              | Altuğ Çelikbilek Giovanni Mpetshi Perricard | Omar Jasika Abdullah Shelbayh Beibit Zhukayev Rio Noguchi                  |
| 24 iulie   | Salinas Challenger Salinas, Ecuador Dură – Challenger 75 – 32S/24Q/16D                         | Vasil Kirkov Alfredo Perez 7–5, 7–5                     | Ángel Díaz Jalil Álvaro Guillén Meza        | Altuğ Çelikbilek Giovanni Mpetshi Perricard | Omar Jasika Abdullah Shelbayh Beibit Zhukayev Rio Noguchi                  |
| 24 iulie   | President's Cup Astana, Kazakhstan Challenger 75 – Dură – 32S/24Q/16D                          | Denis Yevseyev 7–5, 2–6, 6–4                            | Khumoyun Sultanov                           | Evgeny Karlovskiy Yankı Erel                | Mikhail Kukushkin Evgeny Philippov Alexander Zgirovsky Benjamin Lock       |
| 24 iulie   | President's Cup Astana, Kazakhstan Challenger 75 – Dură – 32S/24Q/16D                          | S D Prajwal Dev Niki Kaliyanda Poonacha 6–3, 7–6(7–4)   | Toshihide Matsui Kaito Uesugi               | Evgeny Karlovskiy Yankı Erel                | Mikhail Kukushkin Evgeny Philippov Alexander Zgirovsky Benjamin Lock       |
| 31 iulie   | Porto Challenger Porto, Portugalia Challenger 125 – Dură – 32S/24Q/16D                         | Luca Nardi 5–7, 6–4, 6–1                                | João Sousa                                  | Jules Marie Antoine Escoffier               | Denis Yevseyev Pierre-Hugues Herbert Adrian Andreev Steven Diez            |
| 31 iulie   | Porto Challenger Porto, Portugalia Challenger 125 – Dură – 32S/24Q/16D                         | Toshihide Matsui Kaito Uesugi 6–7(5–7), 6–3, [10–5]     | Rithvik Choudary Bollipalli Arjun Kadhe     | Jules Marie Antoine Escoffier               | Denis Yevseyev Pierre-Hugues Herbert Adrian Andreev Steven Diez            |
| 31 iulie   | San Marino Open San Marino, San Marino Challenger 125 – Zgură – 32S/24Q/16D                    | Jaume Munar 6–4, 6–1                                    | Andrea Pellegrino                           | Nerman Fatić Daniel Rincón                  | Alexander Weis David Goffin Fabio Fognini Federico Delbonis                |
| 31 iulie   | San Marino Open San Marino, San Marino Challenger 125 – Zgură – 32S/24Q/16D                    | Ivan Liutarevich Vladyslav Manafov 6–4, 7–6(10–8)       | Théo Arribagé Luca Sanchez                  | Nerman Fatić Daniel Rincón                  | Alexander Weis David Goffin Fabio Fognini Federico Delbonis                |
| 31 iulie   | Platzmann-Sauerland Open Lüdenscheid, Germania Challenger 100 – Zgură – 32S/24Q/16D            | Duje Ajduković 7–5, 6–4                                 | Hugo Dellien                                | Raúl Brancaccio Benoît Paire                | Rudolf Molleker Camilo Ugo Carabelli Gauthier Onclin Pedro Martínez        |
| 31 iulie   | Platzmann-Sauerland Open Lüdenscheid, Germania Challenger 100 – Zgură – 32S/24Q/16D            | Luca Margaroli Santiago Rodríguez Taverna 7–6(7–4), 6–4 | Jakob Schnaitter Kai Wehnelt                | Raúl Brancaccio Benoît Paire                | Rudolf Molleker Camilo Ugo Carabelli Gauthier Onclin Pedro Martínez        |
| 31 iulie   | Lexington Challenger Lexington, Statele Unite Challenger 75 – Dură – 32S/24Q/16D               | Steve Johnson 7–6(7–5), 6–4                             | Arthur Cazaux                               | Cannon Kingsley Tennys Sandgren             | Aidan Mayo Wu Tung-lin Hong Seong-chan Ulises Blanch                       |
| 31 iulie   | Lexington Challenger Lexington, Statele Unite Challenger 75 – Dură – 32S/24Q/16D               | Eliot Spizzirri Tyler Zink 4–6, 6–3, [10–8]             | George Goldhoff Vasil Kirkov                | Cannon Kingsley Tennys Sandgren             | Aidan Mayo Wu Tung-lin Hong Seong-chan Ulises Blanch                       |
| 31 iulie   | Svijany Open Liberec, Republica Cehă Challenger 75 – Zgură – 32S/24Q/16D                       | Francisco Comesaña 6–2, 6–4                             | Toby Kodat                                  | Gerard Campana Lee Ugo Blanchet             | Hernán Casanova Federico Agustín Gómez Dalibor Svrčina Dino Prižmić        |
| 31 iulie   | Svijany Open Liberec, Republica Cehă Challenger 75 – Zgură – 32S/24Q/16D                       | Petr Nouza Andrew Paulson 6–3, 6–4                      | Neil Oberleitner Tim Sandkaulen             | Gerard Campana Lee Ugo Blanchet             | Hernán Casanova Federico Agustín Gómez Dalibor Svrčina Dino Prižmić        |

### August
| Săptă mâna | Turneu                                                                                                   | Campioni                                                 | Finaliști                                         | Semifinaliști                       | Sfert-finaliști                                                              |
| ---------- | --- | -------------------------------------------------------- | ------------------------------------------------- | ----------------------------------- | ---------------------------------------------------------------------------- |
| 7 august   | República Dominicana Open Santo Domingo, Republica Dominicană Challenger 125 – Zgură – 32S/24Q/16D       | Genaro Alberto Olivieri 7–5, 2–6, 6–4                    | Marco Trungelliti                                 | Federico Coria Francisco Comesaña   | Bernard Tomic Murkel Dellien Felipe Meligeni Alves Alejandro Tabilo          |
| 7 august   | República Dominicana Open Santo Domingo, Republica Dominicană Challenger 125 – Zgură – 32S/24Q/16D       | Pedro Boscardin Dias Gustavo Heide 6–4, 7–5              | Diego Hidalgo Cristian Rodríguez                  | Federico Coria Francisco Comesaña   | Bernard Tomic Murkel Dellien Felipe Meligeni Alves Alejandro Tabilo          |
| 7 august   | Banja Luka Challenger Banja Luka, Bosnia și Herzegovina Challenger 100 – Zgură – 32S/24Q/16D             | Dino Prižmić 6–2, 6–3                                    | Kimmer Coppejans                                  | Fábián Marozsán Marko Topo          | Javier Barranco Cosano Damir Džumhur Norbert Gombos Toby Kodat               |
| 7 august   | Banja Luka Challenger Banja Luka, Bosnia și Herzegovina Challenger 100 – Zgură – 32S/24Q/16D             | Victor Vlad Cornea Philipp Oswald 3–6, 6–1, [15–13]      | Andrey Golubev Denys Molchanov                    | Fábián Marozsán Marko Topo          | Javier Barranco Cosano Damir Džumhur Norbert Gombos Toby Kodat               |
| 7 august   | Cary Challenger Cary, Statele Unite Challenger 75 – Dură – 32S/24Q/16D                                   | Adam Walton 6–4, 3–6, 7–5                                | Nicolas Moreno de Alboran                         | Patrick Kypson Liam Broady          | Wu Tung-lin Ryan Peniston Lloyd Harris Rinky Hijikata                        |
| 7 august   | Cary Challenger Cary, Statele Unite Challenger 75 – Dură – 32S/24Q/16D                                   | Evan King Reese Stalder 6–3, 7–6(7–4)                    | Miķelis Lībietis Adam Walton                      | Patrick Kypson Liam Broady          | Wu Tung-lin Ryan Peniston Lloyd Harris Rinky Hijikata                        |
| 7 august   | Internazionali di Tennis del Friuli Venezia Giulia Cordenons, Italia Challenger 75 – Zgură – 32S/24Q/16D | Matteo Gigante 6–0, 6–2                                  | Lukas Neumayer                                    | Riccardo Bonadio Enrico Dalla Valle | Matteo Martineau Carlos Sánchez Jover Hernán Casanova Federico Agustín Gómez |
| 7 august   | Internazionali di Tennis del Friuli Venezia Giulia Cordenons, Italia Challenger 75 – Zgură – 32S/24Q/16D | Giovanni Fonio Francesco Forti 5–7, 6–1, [10–7]          | Niki Kaliyanda Poonacha Adam Taylor               | Riccardo Bonadio Enrico Dalla Valle | Matteo Martineau Carlos Sánchez Jover Hernán Casanova Federico Agustín Gómez |
| 7 august   | Meerbusch Challenger Meerbusch, Germania Challenger 75 – Zgură – 32S/24Q/16D                             | Jan Choinski 6–4, 6–0                                    | Camilo Ugo Carabelli                              | Manuel Guinard Titouan Droguet      | Daniel Rincón Benjamin Hassan Max Hans Rehberg Dimitar Kuzmanov              |
| 7 august   | Meerbusch Challenger Meerbusch, Germania Challenger 75 – Zgură – 32S/24Q/16D                             | Manuel Guinard Grégoire Jacq 7–5, 7–6(7–3)               | Fernando Romboli Marcelo Zormann                  | Manuel Guinard Titouan Droguet      | Daniel Rincón Benjamin Hassan Max Hans Rehberg Dimitar Kuzmanov              |
| 14 august  | Golden Gate Open Stanford, Statele Unite Challenger 125 – Dură – 32S/24Q/16D                             | Constant Lestienne 7–6(7–4), 6–2                         | Emilio Nava                                       | Tristan Boyer Yosuke Watanuki       | Aleksandar Kovacevic Michael Mmoh Borna Gojo James Duckworth                 |
| 14 august  | Golden Gate Open Stanford, Statele Unite Challenger 125 – Dură – 32S/24Q/16D                             | Diego Hidalgo Cristian Rodríguez 6–7(1–7), 6–4, [10–8]   | Julian Cash Henry Patten                          | Tristan Boyer Yosuke Watanuki       | Aleksandar Kovacevic Michael Mmoh Borna Gojo James Duckworth                 |
| 14 august  | Kozerki Open Grodzisk Mazowiecki, Polonia Challenger 100 – Dură – 32S/24Q/16D                            | Jesper de Jong 6–3, 6–3                                  | Benjamin Hassan                                   | Denis Yevseyev Elias Ymer           | Maxime Janvier Marius Copil Maks Kaśnikowski Kacper Żuk                      |
| 14 august  | Kozerki Open Grodzisk Mazowiecki, Polonia Challenger 100 – Dură – 32S/24Q/16D                            | Théo Arribagé Luca Sanchez 6–4, 6–4                      | Anirudh Chandrasekar Vijay Sundar Prashanth       | Denis Yevseyev Elias Ymer           | Maxime Janvier Marius Copil Maks Kaśnikowski Kacper Żuk                      |
| 14 august  | Internazionali di Tennis Città di Todi Todi, Italia Challenger 75 – Zgură – 32S/24Q/16D                  | Luciano Darderi 6–4, 6–7(5–7), 6–1                       | Clément Tabur                                     | Giovanni Fonio Francesco Maestrelli | Moez Echargui Felix Gill Carlos Sánchez Jover Gabriel Debru                  |
| 14 august  | Internazionali di Tennis Città di Todi Todi, Italia Challenger 75 – Zgură – 32S/24Q/16D                  | Fernando Romboli Marcelo Zormann 6–7(13–15), 6–4, [10–5] | Román Andrés Burruchaga Orlando Luz               | Giovanni Fonio Francesco Maestrelli | Moez Echargui Felix Gill Carlos Sánchez Jover Gabriel Debru                  |
| 14 august  | Winnipeg Challenger Winnipeg, Canada Challenger 75 – Dură – 32S/24Q/16D                                  | Ryan Peniston 6–4, 4–6, 6–4                              | Leandro Riedi                                     | Arthur Cazaux Liam Broady           | Jack Draper Darian King Billy Harris Mattia Bellucci                         |
| 14 august  | Winnipeg Challenger Winnipeg, Canada Challenger 75 – Dură – 32S/24Q/16D                                  | Gabriel Diallo Leandro Riedi 6–2, 6–3                    | Juan Carlos Aguilar Taha Baadi                    | Arthur Cazaux Liam Broady           | Jack Draper Darian King Billy Harris Mattia Bellucci                         |
| 21 august  | Schwaben Open Augsburg, Germania Challenger 50 – Zgură – 32S/24Q/16D                                     | Carlos Taberner 6–4, 6–4                                 | Oriol Roca Batalla                                | Nicolas Zanellato Timo Stodder      | Moez Echargui Nino Serdarušić Gianmarco Ferrari Benjamin Hassan              |
| 21 august  | Schwaben Open Augsburg, Germania Challenger 50 – Zgură – 32S/24Q/16D                                     | Constantin Frantzen Hendrik Jebens 6–2, 6–2              | Constantin Bittoun Kouzmine Volodymyr Uzhylovskyi | Nicolas Zanellato Timo Stodder      | Moez Echargui Nino Serdarušić Gianmarco Ferrari Benjamin Hassan              |
| 21 august  | Lima Challenger Lima, Peru Challenger 50 – Zgură – 32S/24Q/16D                                           | Álvaro Guillén Meza 7–6(7–3), 6–1                        | Blaise Bicknell                                   | Murkel Dellien Renzo Olivo          | Ignacio Buse Gonzalo Lama Arklon Huertas del Pino Gonzalo Bueno              |
| 21 august  | Lima Challenger Lima, Peru Challenger 50 – Zgură – 32S/24Q/16D                                           | Gonzalo Bueno Daniel Vallejo 6–4, 6–2                    | Ignacio Buse Jorge Panta                          | Murkel Dellien Renzo Olivo          | Ignacio Buse Gonzalo Lama Arklon Huertas del Pino Gonzalo Bueno              |
| 21 august  | IBG Prague Open Praga, Republica Cehă Challenger 50 – Zgură – 32S/24Q/16D                                | Rudolf Molleker 6–2, 6–2                                 | Gabriel Debru                                     | João Sousa Valentin Vacherot        | Toby Kodat Luciano Darderi Federico Agustín Gómez Andrew Paulson             |
| 21 august  | IBG Prague Open Praga, Republica Cehă Challenger 50 – Zgură – 32S/24Q/16D                                | Petr Nouza Andrew Paulson 7–5, 6–3                       | Filip Bergevi Mick Veldheer                       | João Sousa Valentin Vacherot        | Toby Kodat Luciano Darderi Federico Agustín Gómez Andrew Paulson             |
| 21 august  | Zhuhai Open Zhuhai, China Challenger 50 – Dură – 32S/24Q/16D                                             | Arthur Weber 6–3, 5–7, 6–3                               | Jason Jung                                        | Stefanos Sakellaridis Li Zhe        | Zhou Yi Aliaksandr Liaonenka Evgeny Karlovskiy Robert Strombachs             |
| 21 august  | Zhuhai Open Zhuhai, China Challenger 50 – Dură – 32S/24Q/16D                                             | Luca Castelnuovo Filip Peliwo 7–5, 7–6(7–4)              | Li Hanwen Li Zhe                                  | Stefanos Sakellaridis Li Zhe        | Zhou Yi Aliaksandr Liaonenka Evgeny Karlovskiy Robert Strombachs             |
| 28 august  | Città di Como Challenger Como, Italia Challenger 75 – Zgură – 32S/24Q/16D                                | Thiago Seyboth Wild 5–7, 6–2, 6–3                        | Pedro Martínez                                    | Benoît Paire Stefano Napolitano     | Rudolf Molleker Dimitar Kuzmanov Luciano Darderi Sumit Nagal                 |
| 28 august  | Città di Como Challenger Como, Italia Challenger 75 – Zgură – 32S/24Q/16D                                | Constantin Frantzen Hendrik Jebens 6–3, 6–4              | Filip Bergevi Mick Veldheer                       | Benoît Paire Stefano Napolitano     | Rudolf Molleker Dimitar Kuzmanov Luciano Darderi Sumit Nagal                 |
| 28 august  | Rafa Nadal Open Mallorca, Spania Challenger 75 – Dură – 32S/24Q/16D                                      | Hamad Medjedovic 6–2, 4–6, 6–2                           | Harold Mayot                                      | Damir Džumhur Daniel Rincón         | Nick Hardt Mark Lajal Antoine Escoffier Mattia Bellucci                      |
| 28 august  | Rafa Nadal Open Mallorca, Spania Challenger 75 – Dură – 32S/24Q/16D                                      | Daniel Cukierman Joshua Paris 6–4, 6–4                   | Sriram Balaji Ramkumar Ramanathan                 | Damir Džumhur Daniel Rincón         | Nick Hardt Mark Lajal Antoine Escoffier Mattia Bellucci                      |
| 28 august  | International Challenger Zhangjiagang Zhangjiagang, China Challenger 75 – Dură – 32S/24Q/16D             | Térence Atmane 6–1, 6–2                                  | Mikalai Haliak                                    | James McCabe Ričardas Berankis      | Te Rigele Yusuke Takahashi Colin Sinclair Li Tu                              |
| 28 august  | International Challenger Zhangjiagang Zhangjiagang, China Challenger 75 – Dură – 32S/24Q/16D             | Ray Ho Matthew Romios 6–3, 6–4                           | Francis Alcantara Sun Fajing                      | James McCabe Ričardas Berankis      | Te Rigele Yusuke Takahashi Colin Sinclair Li Tu                              |

### Septembrie
| Săptă mâna    | Turneu                                                                                           | Campioni                                                    | Finaliști                                 | Semifinaliști                             | Sfert-finaliști                                                               |
| ------------- | ------------------------------------------------------------------------------------------------ | ----------------------------------------------------------- | ----------------------------------------- | ----------------------------------------- | ----------------------------------------------------------------------------- |
| 4 septembrie  | AON Open Challenger Genoa, Italia Zgură – Challenger 125 – 32S/24Q/16D                           | Thiago Seyboth Wild 6–2, 7–6(7–3)                           | Fabio Fognini                             | Thiago Monteiro Andrea Vavassori          | Tseng Chun-hsin Zsombor Piros Stefano Napolitano Federico Coria               |
| 4 septembrie  | AON Open Challenger Genoa, Italia Zgură – Challenger 125 – 32S/24Q/16D                           | Giovanni Oradini Lorenzo Rottoli 6–4, 6–3                   | Ivan Sabanov Matej Sabanov                | Thiago Monteiro Andrea Vavassori          | Tseng Chun-hsin Zsombor Piros Stefano Napolitano Federico Coria               |
| 4 septembrie  | Copa Sevilla Sevilia, Spania Zgură – Challenger 125 – 32S/24Q/16D                                | Roberto Carballés Baena 6–3, 6–1                            | Calvin Hemery                             | Hugo Gaston Valentin Royer                | Elias Ymer Alessandro Giannessi Timofey Skatov Pablo Llamas Ruiz              |
| 4 septembrie  | Copa Sevilla Sevilia, Spania Zgură – Challenger 125 – 32S/24Q/16D                                | Alberto Barroso Campos Pedro Martínez 3–6, 7–6(7–5), [11–9] | Sriram Balaji Fernando Romboli            | Hugo Gaston Valentin Royer                | Elias Ymer Alessandro Giannessi Timofey Skatov Pablo Llamas Ruiz              |
| 4 septembrie  | Shanghai Challenger Shanghai, China Dură – Challenger 100 – 32S/24Q/16D                          | Christopher O'Connell 6–3, 7–5                              | Yosuke Watanuki                           | Li Tu Shang Juncheng                      | Bai Yan Antoine Bellier Lorenzo Giustino Lý Hoàng Nam                         |
| 4 septembrie  | Shanghai Challenger Shanghai, China Dură – Challenger 100 – 32S/24Q/16D                          | Alex Bolt Luke Saville 4–6, 6–3, [11–9]                     | Bu Yunchaokete Te Rigele                  | Li Tu Shang Juncheng                      | Bai Yan Antoine Bellier Lorenzo Giustino Lý Hoàng Nam                         |
| 4 septembrie  | NÖ Open Tulln, Austria Zgură – Challenger 100 – 32S/24Q/16D                                      | Vít Kopřiva 6–2, 6–4                                        | Sumit Nagal                               | Flavio Cobolli Maximilian Marterer        | Albert Ramos Viñolas Henri Squire Santiago Rodríguez Taverna Dimitar Kuzmanov |
| 4 septembrie  | NÖ Open Tulln, Austria Zgură – Challenger 100 – 32S/24Q/16D                                      | Zdeněk Kolář Blaž Rola 6–4, 4–6, [10–6]                     | Piotr Matuszewski Kai Wehnelt             | Flavio Cobolli Maximilian Marterer        | Albert Ramos Viñolas Henri Squire Santiago Rodríguez Taverna Dimitar Kuzmanov |
| 4 septembrie  | Cassis Open Provence Cassis, Franța Dură – Challenger 75 – 32S/24Q/16D                           | Mattia Bellucci 6–3, 6–4                                    | Tomáš Macháč                              | Alexandre Müller Liam Broady              | Giulio Zeppieri Alejandro Moro Cañas Lucas Poullain Billy Harris              |
| 4 septembrie  | Cassis Open Provence Cassis, Franța Dură – Challenger 75 – 32S/24Q/16D                           | Dan Added Jonathan Eysseric 6–0, 4–6, [11–9]                | Liam Broady Antoine Hoang                 | Alexandre Müller Liam Broady              | Giulio Zeppieri Alejandro Moro Cañas Lucas Poullain Billy Harris              |
| 4 septembrie  | Istanbul Challenger Istanbul, Turcia Dură – Challenger 75 – 32S/24Q/16D                          | Damir Džumhur 7–6(7–5), 6–3                                 | Lukáš Klein                               | Nick Hardt Jesper de Jong                 | Altuğ Çelikbilek Dino Prižmić Denis Yevseyev Giovanni Mpetshi Perricard       |
| 4 septembrie  | Istanbul Challenger Istanbul, Turcia Dură – Challenger 75 – 32S/24Q/16D                          | Luke Johnson Skander Mansouri 7–6(7–3), 6–3                 | Sander Arends Aisam-ul-Haq Qureshi        | Nick Hardt Jesper de Jong                 | Altuğ Çelikbilek Dino Prižmić Denis Yevseyev Giovanni Mpetshi Perricard       |
| 11 septembrie | Pekao Szczecin Open Szczecin, Polonia Zgură – Challenger 125 – 32S/24Q/16D                       | Federico Coria 6–1, 7–6(7–4)                                | Vít Kopřiva                               | Alexander Shevchenko Francesco Maestrelli | Flavio Cobolli Adrian Andreev Jaume Munar Pedro Cachin                        |
| 11 septembrie | Pekao Szczecin Open Szczecin, Polonia Zgură – Challenger 125 – 32S/24Q/16D                       | Andrew Paulson Vitaliy Sachko 6–1, 7–6(8–6)                 | Zdeněk Kolář Sergio Martos Gornés         | Alexander Shevchenko Francesco Maestrelli | Flavio Cobolli Adrian Andreev Jaume Munar Pedro Cachin                        |
| 11 septembrie | Open de Rennes Rennes, Franța Dură – Challenger 100 – 32S/24Q/16D                                | Maxime Cressy 6–3, 2–0 ret.                                 | Benjamin Bonzi                            | Matteo Martineau Grégoire Barrère         | Richard Gasquet Lucas Pouille Mattia Bellucci Radu Albot                      |
| 11 septembrie | Open de Rennes Rennes, Franța Dură – Challenger 100 – 32S/24Q/16D                                | Sander Arends David Pel 6–3, 6–2                            | Antoine Escoffier Niki Kaliyanda Poonacha | Matteo Martineau Grégoire Barrère         | Richard Gasquet Lucas Pouille Mattia Bellucci Radu Albot                      |
| 11 septembrie | Cary Challenger II Cary, Statele Unite Dură – Challenger 75 – 32S/24Q/16D                        | Zachary Svajda 7–6(7–3), 4–6, 6–1                           | Rinky Hijikata                            | Patrick Kypson Alex Michelsen             | Pedro Vives Marcos Tennys Sandgren Toby Samuel Guido Andreozzi                |
| 11 septembrie | Cary Challenger II Cary, Statele Unite Dură – Challenger 75 – 32S/24Q/16D                        | Andrew Harris Rinky Hijikata 6–4, 3–6, [10–6]               | William Blumberg Luis David Martínez      | Patrick Kypson Alex Michelsen             | Pedro Vives Marcos Tennys Sandgren Toby Samuel Guido Andreozzi                |
| 11 septembrie | "GDD CUP" International Challenger Guangzhou Guangzhou, China Dură – Challenger 75 – 32S/24Q/16D | Térence Atmane 4–6, 7–6(9–7), 6–4                           | Marc Polmans                              | Bu Yunchaokete Evgeny Donskoy             | Christopher O'Connell Dane Sweeny Omar Jasika Li Tu                           |
| 11 septembrie | "GDD CUP" International Challenger Guangzhou Guangzhou, China Dură – Challenger 75 – 32S/24Q/16D | Antoine Bellier Luca Castelnuovo 6–3, 7–6(7–5)              | Ray Ho Matthew Romios                     | Bu Yunchaokete Evgeny Donskoy             | Christopher O'Connell Dane Sweeny Omar Jasika Li Tu                           |
| 11 septembrie | Santa Cruz Challenger Santa Cruz de la Sierra, Bolivia Zgură – Challenger 75 – 32S/24Q/16D       | Mariano Navone 4–6, 7–5, 6–1                                | Francisco Comesaña                        | Juan Manuel Cerúndolo Andrea Collarini    | Pedro Sakamoto Thiago Agustín Tirante Facundo Mena Genaro Alberto Olivieri    |
| 11 septembrie | Santa Cruz Challenger Santa Cruz de la Sierra, Bolivia Zgură – Challenger 75 – 32S/24Q/16D       | Boris Arias Federico Zeballos 6–2, 4–6, [10–7]              | Matías Soto Gonzalo Villanueva            | Juan Manuel Cerúndolo Andrea Collarini    | Pedro Sakamoto Thiago Agustín Tirante Facundo Mena Genaro Alberto Olivieri    |
| 18 septembrie | Layjet Open Bad Waltersdorf, Austria Zgură – Challenger 125 – 32S/24Q/16D                        | Andrea Pellegrino 1–6, 7–6(7–5), 6–3                        | Dennis Novak                              | Albert Ramos Viñolas Vít Kopřiva          | Jozef Kovalík Filip Misolic Jan Choinski Marvin Möller                        |
| 18 septembrie | Layjet Open Bad Waltersdorf, Austria Zgură – Challenger 125 – 32S/24Q/16D                        | Constantin Frantzen Hendrik Jebens 6–1, 6–2                 | Marco Bortolotti Francesco Passaro        | Albert Ramos Viñolas Vít Kopřiva          | Jozef Kovalík Filip Misolic Jan Choinski Marvin Möller                        |
| 18 septembrie | Saint-Tropez Open Saint-Tropez, Franța Dură – Challenger 125 – 32S/24Q/16D                       | Constant Lestienne 4–6, 6–3, 6–4                            | Liam Broady                               | Radu Albot Michael Mmoh                   | Gijs Brouwer Arthur Cazaux Giulio Zeppieri Sebastian Ofner                    |
| 18 septembrie | Saint-Tropez Open Saint-Tropez, Franța Dură – Challenger 125 – 32S/24Q/16D                       | Dan Added Albano Olivetti 3–6, 1–0 ret.                     | Jonathan Eysseric Harold Mayot            | Radu Albot Michael Mmoh                   | Gijs Brouwer Arthur Cazaux Giulio Zeppieri Sebastian Ofner                    |
| 18 septembrie | Antofagasta Challenger Antofagasta, Chile Zgură – Challenger 100 – 32S/24Q/16D                   | Camilo Ugo Carabelli 3–6, 6–1, 7–5                          | Tristan Boyer                             | Román Andrés Burruchaga Luciano Darderi   | MP Almeida Francisco Comesaña João Lucas Reis da Silva Gonzalo Lama           |
| 18 septembrie | Antofagasta Challenger Antofagasta, Chile Zgură – Challenger 100 – 32S/24Q/16D                   | Boris Arias Federico Zeballos 5–7, 6–4, [10–8]              | Luciano Darderi Murkel Dellien            | Román Andrés Burruchaga Luciano Darderi   | MP Almeida Francisco Comesaña João Lucas Reis da Silva Gonzalo Lama           |
| 18 septembrie | Columbus Challenger Columbus, Statele Unite Dură – Challenger 75 – 32S/24Q/16D                   | Denis Kudla 6–2, 6–1                                        | Alexis Galarneau                          | Cannon Kingsley Ryan Peniston             | Enzo Couacaud Christian Harrison Vasek Pospisil Tristan Schoolkate            |
| 18 septembrie | Columbus Challenger Columbus, Statele Unite Dură – Challenger 75 – 32S/24Q/16D                   | Robert Cash James Trotter 6–4, 2–6, [10–7]                  | Guido Andreozzi Hans Hach Verdugo         | Cannon Kingsley Ryan Peniston             | Enzo Couacaud Christian Harrison Vasek Pospisil Tristan Schoolkate            |
| 18 septembrie | Sibiu Open Sibiu, România Zgură – Challenger 75 – 32S/24Q/16D Simplu – Dublu                     | Nerman Fatić 6–2, 6–4                                       | Damir Džumhur                             | Zsombor Piros Flavio Cobolli              | Calvin Hemery Ivan Gakhov Stefano Travaglia Duje Ajduković                    |
| 18 septembrie | Sibiu Open Sibiu, România Zgură – Challenger 75 – 32S/24Q/16D Simplu – Dublu                     | Andrew Paulson Michael Vrbenský 6–2, 6–2                    | Piotr Matuszewski Kai Wehnelt             | Zsombor Piros Flavio Cobolli              | Calvin Hemery Ivan Gakhov Stefano Travaglia Duje Ajduković                    |
| 25 septembrie | Open Bogotá Bogotá, Columbia Zgură – Challenger 125 – 32S/24Q/16D                                | Thiago Agustín Tirante Walkover                             | Gustavo Heide                             | Tomás Barrios Vera David Jordà Sanchis    | Renzo Olivo Murkel Dellien Matheus Pucinelli de Almeida Alejandro Tabilo      |
| 25 septembrie | Open Bogotá Bogotá, Columbia Zgură – Challenger 125 – 32S/24Q/16D                                | Renzo Olivo Thiago Agustín Tirante 7–6(8–6), 6–4            | Guillermo Durán Orlando Luz               | Tomás Barrios Vera David Jordà Sanchis    | Renzo Olivo Murkel Dellien Matheus Pucinelli de Almeida Alejandro Tabilo      |
| 25 septembrie | Open d'Orléans Orléans, Franța Dură – Challenger 125 – 32S/24Q/16D                               | Tomáš Macháč 6–4, 4–6, 6–3                                  | Jack Draper                               | Richard Gasquet Luca Van Assche           | Arthur Fery Benjamin Bonzi Gijs Brouwer David Goffin                          |
| 25 septembrie | Open d'Orléans Orléans, Franța Dură – Challenger 125 – 32S/24Q/16D                               | Constantin Frantzen Hendrik Jebens 7–6(7–5), 7–6(14–12)     | Henry Patten John-Patrick Smith           | Richard Gasquet Luca Van Assche           | Arthur Fery Benjamin Bonzi Gijs Brouwer David Goffin                          |
| 25 septembrie | Braga Open Braga, Portugalia Zgură – Challenger 75 – 32S/24Q/16D                                 | Oriol Roca Batalla 4–6, 6–1, 6–1                            | Duje Ajduković                            | Máté Valkusz Benjamin Hassan              | Titouan Droguet Geoffrey Blancaneaux Pablo Llamas Ruiz Jaime Faria            |
| 25 septembrie | Braga Open Braga, Portugalia Zgură – Challenger 75 – 32S/24Q/16D                                 | Marco Bortolotti Alexandru Jecan 7–5, 7–5                   | Stefano Travaglia Alexander Weis          | Máté Valkusz Benjamin Hassan              | Titouan Droguet Geoffrey Blancaneaux Pablo Llamas Ruiz Jaime Faria            |
| 25 septembrie | LTP Men's Open Charleston, Statele Unite Dură – Challenger 75 – 32S/24Q/16D                      | Abdullah Shelbayh 6–2, 6–7(5–7), 6–3                        | Oliver Crawford                           | Ernesto Escobedo Ryan Peniston            | Denis Kudla Stefan Dostanic Ethan Quinn Adam Walton                           |
| 25 septembrie | LTP Men's Open Charleston, Statele Unite Dură – Challenger 75 – 32S/24Q/16D                      | Luke Johnson Skander Mansouri 6–4, 6–4                      | Nicholas Bybel Oliver Crawford            | Ernesto Escobedo Ryan Peniston            | Denis Kudla Stefan Dostanic Ethan Quinn Adam Walton                           |

### Octombrie
| Săptă mâna   | Turneu                                                                                                 | Campioni                                                 | Finaliști                                 | Semifinaliști                                 | Sfert-finaliști                                                                |
| ------------ | --- | -------------------------------------------------------- | ----------------------------------------- | --------------------------------------------- | ------------------------------------------------------------------------------ |
| 2 octombrie  | JC Ferrero Challenger Open Alicante, Spania Dură – Challenger 100 – 32S/24Q/16D                        | Constant Lestienne 6–7(10–12), 6–2, 6–4                  | Hugo Grenier                              | Maximilian Marterer Dennis Novak              | Martín Landaluce Martin Damm Billy Harris Elias Ymer                           |
| 2 octombrie  | JC Ferrero Challenger Open Alicante, Spania Dură – Challenger 100 – 32S/24Q/16D                        | Niki Kaliyanda Poonacha Divij Sharan 6–4, 3–6, [10–7]    | Jeevan Nedunchezhiyan John-Patrick Smith  | Maximilian Marterer Dennis Novak              | Martín Landaluce Martin Damm Billy Harris Elias Ymer                           |
| 2 octombrie  | Campeonato Internacional de Tênis de Campinas Campinas, Brazilia Zgură – Challenger 100 – 32S/24Q/16D  | Thiago Monteiro 3–6, 6–4, 6–4                            | Camilo Ugo Carabelli                      | Andrea Pellegrino Luciano Darderi             | Orlando Luz José Pereira Hugo Dellien Román Andrés Burruchaga                  |
| 2 octombrie  | Campeonato Internacional de Tênis de Campinas Campinas, Brazilia Zgură – Challenger 100 – 32S/24Q/16D  | Guido Andreozzi Guillermo Durán 7–6(7–4), 6–3            | Diego Hidalgo Cristian Rodríguez          | Andrea Pellegrino Luciano Darderi             | Orlando Luz José Pereira Hugo Dellien Román Andrés Burruchaga                  |
| 2 octombrie  | Internationaux de Tennis de Vendée Mouilleron-le-Captif, Franța Dură – Challenger 100 – 32S/24Q/16D<   | Tomáš Macháč 6–3, 6–4                                    | Arthur Fery                               | Antoine Escoffier Lucas Poullain              | Hugo Gaston Giulio Zeppieri Luca Nardi Jack Draper                             |
| 2 octombrie  | Internationaux de Tennis de Vendée Mouilleron-le-Captif, Franța Dură – Challenger 100 – 32S/24Q/16D<   | Julian Cash Robert Galloway 6–4, 5–7, [12–10]            | Maxime Cressy Otto Virtanen               | Antoine Escoffier Lucas Poullain              | Hugo Gaston Giulio Zeppieri Luca Nardi Jack Draper                             |
| 2 octombrie  | Lisboa Belém Open Lisabona, Portugalia Zgură – Challenger 75 – 32S/24Q/16D                             | Flavio Cobolli 7–5, 7–5                                  | Benjamin Hassan                           | Albert Ramos Viñolas Franco Agamenone         | João Sousa Oriol Roca Batalla Riccardo Bonadio Calvin Hemery                   |
| 2 octombrie  | Lisboa Belém Open Lisabona, Portugalia Zgură – Challenger 75 – 32S/24Q/16D                             | Karol Drzewiecki Zdeněk Kolář 6–2, 7–6(7–5)              | Jaime Faria Henrique Rocha                | Albert Ramos Viñolas Franco Agamenone         | João Sousa Oriol Roca Batalla Riccardo Bonadio Calvin Hemery                   |
| 2 octombrie  | Tiburon Challenger Tiburon, Statele Unite Dură – Challenger 75 – 32S/24Q/16D                           | Zachary Svajda 6–2, 6–2                                  | Adam Walton                               | Tristan Schoolkate Alexis Galarneau           | Thai-Son Kwiatkowski Bernard Tomic Nishesh Basavareddy Alexander Ritschard     |
| 2 octombrie  | Tiburon Challenger Tiburon, Statele Unite Dură – Challenger 75 – 32S/24Q/16D                           | Luke Johnson Skander Mansouri 6–2, 6–3                   | William Blumberg Luis David Martínez      | Tristan Schoolkate Alexis Galarneau           | Thai-Son Kwiatkowski Bernard Tomic Nishesh Basavareddy Alexander Ritschard     |
| 9 octombrie  | Slovak Open Bratislava, Slovacia Dură (i) – Challenger 125 – 32S/24Q/16D                               | Gabriel Diallo 6–0, 7–5                                  | Joris De Loore                            | Martin Damm Luca Nardi                        | Lukáš Klein Maxime Cressy Illya Marchenko Damir Džumhur                        |
| 9 octombrie  | Slovak Open Bratislava, Slovacia Dură (i) – Challenger 125 – 32S/24Q/16D                               | Sriram Balaji Andre Begemann 6–3, 5–7, [10–8]            | Andrey Golubev Denys Molchanov            | Martin Damm Luca Nardi                        | Lukáš Klein Maxime Cressy Illya Marchenko Damir Džumhur                        |
| 9 octombrie  | Málaga Open Málaga, Spania Dură – Challenger 125 – 32S/24Q/16D                                         | Ugo Blanchet 6–4, 6–4                                    | Mattia Bellucci                           | Maxime Janvier Emilio Nava                    | Billy Harris Flavio Cobolli Alejandro Moro Cañas Andrea Vavassori              |
| 9 octombrie  | Málaga Open Málaga, Spania Dură – Challenger 125 – 32S/24Q/16D                                         | Julian Cash Robert Galloway 7–5, 6–2                     | Andrew Harris John-Patrick Smith          | Maxime Janvier Emilio Nava                    | Billy Harris Flavio Cobolli Alejandro Moro Cañas Andrea Vavassori              |
| 9 octombrie  | Challenger de Buenos Aires Buenos Aires, Argentina Zgură – Challenger 100 – 32S/24Q/16D                | Mariano Navone 2–6, 6–3, 6–4                             | Federico Coria                            | Facundo Díaz Acosta Luciano Darderi           | Jan Choinski Francisco Comesaña Franco Agamenone Juan Manuel Cerúndolo         |
| 9 octombrie  | Challenger de Buenos Aires Buenos Aires, Argentina Zgură – Challenger 100 – 32S/24Q/16D                | Diego Hidalgo Cristian Rodríguez 6–3, 6–2                | Fernando Romboli Marcelo Zormann          | Facundo Díaz Acosta Luciano Darderi           | Jan Choinski Francisco Comesaña Franco Agamenone Juan Manuel Cerúndolo         |
| 9 octombrie  | Shenzhen Longhua Open Shenzhen, China Dură – Challenger 100 – 32S/24Q/16D                              | Aleksandar Kovacevic 7–6(7–4), 7–6(7–5)                  | Nuno Borges                               | Egor Gerasimov Pedro Cachin                   | Beibit Zhukayev Hsu Yu-hsiou Denis Yevseyev Jason Jung                         |
| 9 octombrie  | Shenzhen Longhua Open Shenzhen, China Dură – Challenger 100 – 32S/24Q/16D                              | Alexander Erler Lucas Miedler 6–3, 6–4                   | Piotr Matuszewski Matthew Romios          | Egor Gerasimov Pedro Cachin                   | Beibit Zhukayev Hsu Yu-hsiou Denis Yevseyev Jason Jung                         |
| 9 octombrie  | Fairfield Challenger Fairfield, Statele Unite Dură – Challenger 75 – 32S/24Q/16D                       | Zachary Svajda 6–4, 6–1                                  | Nishesh Basavareddy                       | Steve Johnson Alexander Ritschard             | Alex Michelsen Christian Harrison Brandon Holt Mitchell Krueger                |
| 9 octombrie  | Fairfield Challenger Fairfield, Statele Unite Dură – Challenger 75 – 32S/24Q/16D                       | Evan King Reese Stalder 7–5, 6–3                         | Vasil Kirkov Denis Kudla                  | Steve Johnson Alexander Ritschard             | Alex Michelsen Christian Harrison Brandon Holt Mitchell Krueger                |
| 16 octombrie | Olbia Challenger Olbia, Italia Dură – Challenger 125 – 32S/24Q/16D                                     | Kyrian Jacquet 6–3, 6–4                                  | Flavio Cobolli                            | Joris De Loore Alex Molčan                    | Ugo Blanchet Francesco Forti Mattia Bellucci Constant Lestienne                |
| 16 octombrie | Olbia Challenger Olbia, Italia Dură – Challenger 125 – 32S/24Q/16D                                     | Rithvik Choudary Bollipalli Arjun Kadhe 6–1, 6–3         | Ivan Sabanov Matej Sabanov                | Joris De Loore Alex Molčan                    | Ugo Blanchet Francesco Forti Mattia Bellucci Constant Lestienne                |
| 16 octombrie | Corrientes Challenger Corrientes, Argentina Zgură – Challenger 75 – 32S/24Q/16D                        | Mariano Navone 3–6, 6–2, 6–3                             | Andrea Pellegrino                         | Vít Kopřiva Thiago Monteiro                   | Federico Coria Federico Delbonis Tomás Barrios Vera Facundo Bagnis             |
| 16 octombrie | Corrientes Challenger Corrientes, Argentina Zgură – Challenger 75 – 32S/24Q/16D                        | Luca Margaroli Santiago Rodríguez Taverna 7–6(7–2), 6–4  | Franco Agamenone Mariano Kestelboim       | Vít Kopřiva Thiago Monteiro                   | Federico Coria Federico Delbonis Tomás Barrios Vera Facundo Bagnis             |
| 16 octombrie | Shenzhen Luohu Open Shenzhen, China Dură – Challenger 75 – 32S/24Q/16D                                 | James Duckworth 6–0, 6–1                                 | Coleman Wong                              | Bu Yunchaokete Aleksandar Kovacevic           | Li Tu Bai Yan Huang Tsung-hao Lorenzo Giustino                                 |
| 16 octombrie | Shenzhen Luohu Open Shenzhen, China Dură – Challenger 75 – 32S/24Q/16D                                 | Gao Xin Wang Aoran 6–4, 6–2                              | Mikalai Haliak Markos Kalovelonis         | Bu Yunchaokete Aleksandar Kovacevic           | Li Tu Bai Yan Huang Tsung-hao Lorenzo Giustino                                 |
| 16 octombrie | Hamburg Ladies & Gents Cup Hamburg, Germania Dură (i) – Challenger 50 – 32S/24Q/16D                    | Illya Marchenko 6–2, 6–3                                 | Dennis Novak                              | Tristan Lamasine Billy Harris                 | Javier Barranco Cosano Akira Santillan Máté Valkusz Adam Walton                |
| 16 octombrie | Hamburg Ladies & Gents Cup Hamburg, Germania Dură (i) – Challenger 50 – 32S/24Q/16D                    | Dennis Novak Akira Santillan 6–4, 3–6, [10–3]            | Alexandru Jecan Mick Veldheer             | Tristan Lamasine Billy Harris                 | Javier Barranco Cosano Akira Santillan Máté Valkusz Adam Walton                |
| 23 octombrie | Brest Challenger Brest, Franța Dură – Challenger 100 – 32S/24Q/16D                                     | Pedro Martínez 7–6(8–6), 7–6(7–1)                        | Benjamin Bonzi                            | Hugo Gaston Constant Lestienne                | Arthur Cazaux Arthur Fery Zsombor Piros Titouan Droguet                        |
| 23 octombrie | Brest Challenger Brest, Franța Dură – Challenger 100 – 32S/24Q/16D                                     | Yuki Bhambri Julian Cash 6–7(5–7), 6–3, [10–5]           | Robert Galloway Albano Olivetti           | Hugo Gaston Constant Lestienne                | Arthur Cazaux Arthur Fery Zsombor Piros Titouan Droguet                        |
| 23 octombrie | Curitiba Challenger Curitiba, Brazilia Zgură – Challenger 75 – 32S/24Q/16D                             | Hugo Dellien 7–6(8–6), 4–6, 7–6(7–1)                     | Oliver Crawford                           | Guido Andreozzi Luciano Darderi               | Santiago Rodríguez Taverna Román Andrés Burruchaga Orlando Luz Dalibor Svrčina |
| 23 octombrie | Curitiba Challenger Curitiba, Brazilia Zgură – Challenger 75 – 32S/24Q/16D                             | Guido Andreozzi Ignacio Carou 6–4, 6–4                   | Diego Hidalgo Cristian Rodríguez          | Guido Andreozzi Luciano Darderi               | Santiago Rodríguez Taverna Román Andrés Burruchaga Orlando Luz Dalibor Svrčina |
| 23 octombrie | City of Playford Tennis International Playford, Australia Dură – Challenger 75 – 32S/24Q/16D           | James Duckworth 7–5, 7–5                                 | Coleman Wong                              | Taro Daniel Rinky Hijikata                    | Tristan Schoolkate Yuta Shimizu Hiroki Moriya Hong Seong-chan                  |
| 23 octombrie | City of Playford Tennis International Playford, Australia Dură – Challenger 75 – 32S/24Q/16D           | Ryan Seggerman Patrik Trhac 6–3, 7–6(7–3)                | Blake Ellis Tristan Schoolkate            | Taro Daniel Rinky Hijikata                    | Tristan Schoolkate Yuta Shimizu Hiroki Moriya Hong Seong-chan                  |
| 23 octombrie | Sparkassen ATP Challenger Ortisei, Italia Dură – Challenger 50 – 32S/24Q/16D                           | Lukáš Klein 6–7(4–7), 7–6(7–4), 7–6(8–6)                 | Maks Kaśnikowski                          | Billy Harris Federico Gaio                    | Enrico Dalla Valle Daniil Glinka Luca Giacomini Mathias Bourgue                |
| 23 octombrie | Sparkassen ATP Challenger Ortisei, Italia Dură – Challenger 50 – 32S/24Q/16D                           | Andrew Paulson Patrik Rikl 4–6, 7–6(9–7), [11–9]         | Maximilian Neuchrist Jakub Paul           | Billy Harris Federico Gaio                    | Enrico Dalla Valle Daniil Glinka Luca Giacomini Mathias Bourgue                |
| 30 octombrie | Trofeo Faip–Perrel Bergamo, Italia Dură – Challenger 75 – 32S/24Q/16D                                  | Jack Draper 1–6, 7–6(7–3), 6–3                           | David Goffin                              | Brandon Nakashima Mark Lajal                  | Billy Harris Fabio Fognini Alex Molčan Pierre-Hugues Herbert                   |
| 30 octombrie | Trofeo Faip–Perrel Bergamo, Italia Dură – Challenger 75 – 32S/24Q/16D                                  | Evan King Brandon Nakashima 6–4, 7–6(7–1)                | Francisco Cabral Henry Patten             | Brandon Nakashima Mark Lajal                  | Billy Harris Fabio Fognini Alex Molčan Pierre-Hugues Herbert                   |
| 30 octombrie | Charlottesville Men's Pro Challenger Charlottesville, Statele Unite Dură – Challenger 75 – 32S/24Q/16D | Beibit Zhukayev 6–3, 6–4                                 | Aidan Mayo                                | Ethan Quinn Patrick Kypson                    | Alexander Ritschard Benoît Paire Nino Serdarušić Brandon Holt                  |
| 30 octombrie | Charlottesville Men's Pro Challenger Charlottesville, Statele Unite Dură – Challenger 75 – 32S/24Q/16D | John-Patrick Smith Sem Verbeek 3–6, 6–3, [10–5]          | Denis Kudla Thai-Son Kwiatkowski          | Ethan Quinn Patrick Kypson                    | Alexander Ritschard Benoît Paire Nino Serdarušić Brandon Holt                  |
| 30 octombrie | Challenger Ciudad de Guayaquil Guayaquil, Ecuador Zgură – Challenger 75 – 32S/24Q/16D                  | Alejandro Tabilo 6–2, 6–2                                | Daniel Elahi Galán                        | Román Andrés Burruchaga Felipe Meligeni Alves | Federico Coria Camilo Ugo Carabelli Facundo Díaz Acosta Hugo Dellien           |
| 30 octombrie | Challenger Ciudad de Guayaquil Guayaquil, Ecuador Zgură – Challenger 75 – 32S/24Q/16D                  | Arklon Huertas del Pino Conner Huertas del Pino 6–3, 6–1 | Luca Margaroli Santiago Rodríguez Taverna | Román Andrés Burruchaga Felipe Meligeni Alves | Federico Coria Camilo Ugo Carabelli Facundo Díaz Acosta Hugo Dellien           |
| 30 octombrie | Wolffkran Open Ismaning, Germania Covor (i) – Challenger 75 – 32S/24Q/16D                              | Antoine Bellier 7–6(7–5), 6–7(5–7), 7–6(8–6)             | Maximilian Marterer                       | Rudolf Molleker Lukáš Klein                   | Alibek Kachmazov · Marc-Andrea Hüsler · Max Hans Rehberg · Andrew Paulson      |
| 30 octombrie | Wolffkran Open Ismaning, Germania Covor (i) – Challenger 75 – 32S/24Q/16D                              | Sriram Balaji Andre Begemann 7–6(7–4), 6–4               | Constantin Frantzen Hendrik Jebens        | Rudolf Molleker Lukáš Klein                   | Alibek Kachmazov · Marc-Andrea Hüsler · Max Hans Rehberg · Andrew Paulson      |
| 30 octombrie | NSW Open Challenger Sydney, Australia Dură – Challenger 75 – 32S/24Q/16D                               | Taro Daniel 6–2, 6–4                                     | Marc Polmans                              | Thanasi Kokkinakis Rinky Hijikata             | Rio Noguchi Blake Mott Shintaro Mochizuki Nam Ji-sung                          |
| 30 octombrie | NSW Open Challenger Sydney, Australia Dură – Challenger 75 – 32S/24Q/16D                               | Ryan Seggerman Patrik Trhac 6–4, 6–4                     | Ruben Gonzales Nam Ji-sung                | Thanasi Kokkinakis Rinky Hijikata             | Rio Noguchi Blake Mott Shintaro Mochizuki Nam Ji-sung                          |

### Noiembrie
| Săptă mâna   | Turneu | Campioni                                                 | Finaliști                                    | Semifinaliști                                  | Sfert-finaliști                                                                |
| ------------ | --- | -------------------------------------------------------- | -------------------------------------------- | ---------------------------------------------- | ------------------------------------------------------------------------------ |
| 6 noiembrie  | HPP Open Helsinki, Finlanda Dură (i) – Challenger 125 – 32S/24Q/16D                                       | Corentin Moutet 6–3, 3–6, 6–2                            | Sumit Nagal                                  | Arthur Rinderknech Stefano Travaglia           | Jaume Munar Alexandre Müller Radu Albot Emil Ruusuvuori                        |
| 6 noiembrie  | HPP Open Helsinki, Finlanda Dură (i) – Challenger 125 – 32S/24Q/16D                                       | Sriram Balaji Andre Begemann 6–2, 7–5                    | Jeevan Nedunchezhiyan Vijay Sundar Prashanth | Arthur Rinderknech Stefano Travaglia           | Jaume Munar Alexandre Müller Radu Albot Emil Ruusuvuori                        |
| 6 noiembrie  | Calgary Challenger Calgary, Canada Dură (i) – Challenger 75 – 32S/24Q/16D                                 | Liam Draxl 6–4, 6–3                                      | Dominik Koepfer                              | Gabriel Diallo Andres Martin                   | Zizou Bergs Aziz Dougaz Enzo Wallart Iñaki Montes de la Torre                  |
| 6 noiembrie  | Calgary Challenger Calgary, Canada Dură (i) – Challenger 75 – 32S/24Q/16D                                 | Juan Carlos Aguilar Justin Boulais 6–3, 6–2              | Charles Broom Ben Jones                      | Gabriel Diallo Andres Martin                   | Zizou Bergs Aziz Dougaz Enzo Wallart Iñaki Montes de la Torre                  |
| 6 noiembrie  | Knoxville Challenger Knoxville, Statele Unite Dură (i) – Challenger 75 – 32S/24Q/16D                      | Alex Michelsen 7–5, 4–6, 6–2                             | Denis Kudla                                  | Emilio Nava Tennys Sandgren                    | Aidan McHugh Zachary Svajda Nishesh Basavareddy Alexander Ritschard            |
| 6 noiembrie  | Knoxville Challenger Knoxville, Statele Unite Dură (i) – Challenger 75 – 32S/24Q/16D                      | Cannon Kingsley Luis David Martínez 7–6(7–3), 6–3        | Mac Kiger Mitchell Krueger                   | Emilio Nava Tennys Sandgren                    | Aidan McHugh Zachary Svajda Nishesh Basavareddy Alexander Ritschard            |
| 6 noiembrie  | Lima Challenger II Lima, Peru Zgură – Challenger 75 – 32S/24Q/16D                                         | Luciano Darderi 4–6, 6–3, 7–5                            | Mariano Navone                               | Alejandro Tabilo Francisco Comesaña            | Juan Pablo Varillas Román Andrés Burruchaga Daniel Elahi Galán Guido Andreozzi |
| 6 noiembrie  | Lima Challenger II Lima, Peru Zgură – Challenger 75 – 32S/24Q/16D                                         | Mateus Alves Eduardo Ribeiro 3–6, 7–5, [10–8]            | Nicolás Barrientos Orlando Luz               | Alejandro Tabilo Francisco Comesaña            | Juan Pablo Varillas Román Andrés Burruchaga Daniel Elahi Galán Guido Andreozzi |
| 6 noiembrie  | Matsuyama Challenger Matsuyama, Japonia Dură – Challenger 75 – 32S/24Q/16D                                | Luca Nardi 3–6, 6–4, 6–2                                 | Taro Daniel                                  | August Holmgren Geoffrey Blancaneaux           | Hsu Yu-hsiou Duje Ajduković Bu Yunchaokete Benjamin Hassan                     |
| 6 noiembrie  | Matsuyama Challenger Matsuyama, Japonia Dură – Challenger 75 – 32S/24Q/16D                                | Karol Drzewiecki Zdeněk Kolář 6–3, 6–2                   | Toshihide Matsui Kaito Uesugi                | August Holmgren Geoffrey Blancaneaux           | Hsu Yu-hsiou Duje Ajduković Bu Yunchaokete Benjamin Hassan                     |
| 13 noiembrie | Uruguay Open Montevideo, Uruguay Zgură – Challenger 100 – 32S/24Q/16D                                     | Facundo Díaz Acosta 6–3, 4–3 ret.                        | Thiago Monteiro                              | Gustavo Heide Hugo Dellien                     | Facundo Bagnis Román Andrés Burruchaga Tomás Barrios Vera Camilo Ugo Carabelli |
| 13 noiembrie | Uruguay Open Montevideo, Uruguay Zgură – Challenger 100 – 32S/24Q/16D                                     | Guido Andreozzi Guillermo Durán 2–6, 7–6(7–2), [10–8]    | Boris Arias Federico Zeballos                | Gustavo Heide Hugo Dellien                     | Facundo Bagnis Román Andrés Burruchaga Tomás Barrios Vera Camilo Ugo Carabelli |
| 13 noiembrie | Champaign–Urbana Challenger Champaign, Statele Unite Dură (i) – Challenger 75 – 32S/24Q/16D               | Patrick Kypson 6–4, 6–3                                  | Alex Michelsen                               | Ethan Quinn Titouan Droguet                    | Aleksandar Kovacevic Nino Serdarušić Mitchell Krueger Martin Damm              |
| 13 noiembrie | Champaign–Urbana Challenger Champaign, Statele Unite Dură (i) – Challenger 75 – 32S/24Q/16D               | John-Patrick Smith Sem Verbeek 6–2, 7–6(7–4)             | Lucas Horve Oliver Okonkwo                   | Ethan Quinn Titouan Droguet                    | Aleksandar Kovacevic Nino Serdarušić Mitchell Krueger Martin Damm              |
| 13 noiembrie | Danderyd Challenger Danderyd, Suedia Dură (i) – Challenger 75 – 32S/24Q/16D                               | Maximilian Marterer 2–6, 6–4, 6–3                        | Brandon Nakashima                            | Alexander Blockx Flavio Cobolli                | Jakub Menšík David Goffin Radu Albot Maxime Cressy                             |
| 13 noiembrie | Danderyd Challenger Danderyd, Suedia Dură (i) – Challenger 75 – 32S/24Q/16D                               | Julian Cash Bart Stevens 6–7(7–9), 6–4, [10–7]           | Jeevan Nedunchezhiyan Vijay Sundar Prashanth | Alexander Blockx Flavio Cobolli                | Jakub Menšík David Goffin Radu Albot Maxime Cressy                             |
| 13 noiembrie | Challenger Banque Nationale de Drummondville Drummondville, Canada Dură (i) – Challenger 75 – 32S/24Q/16D | Zizou Bergs 6–4, 7–5                                     | James Duckworth                              | Michael Vrbenský Li Tu                         | Dominik Koepfer Aziz Dougaz João Sousa Ryan Peniston                           |
| 13 noiembrie | Challenger Banque Nationale de Drummondville Drummondville, Canada Dură (i) – Challenger 75 – 32S/24Q/16D | André Göransson Toby Samuel 6–7(2–7), 6–3, [10–8]        | Liam Draxl Giles Hussey                      | Michael Vrbenský Li Tu                         | Dominik Koepfer Aziz Dougaz João Sousa Ryan Peniston                           |
| 13 noiembrie | Kobe Challenger Kobe, Japonia Dură (i) – Challenger 75 – 32S/24Q/16D                                      | Duje Ajduković 6–4, 6–2                                  | Sho Shimabukuro                              | Wu Tung-lin Luca Nardi                         | Jurij Rodionov Jason Jung Marc Polmans Shintaro Mochizuki                      |
| 13 noiembrie | Kobe Challenger Kobe, Japonia Dură (i) – Challenger 75 – 32S/24Q/16D                                      | Evan King Reese Stalder 7–6(7–3), 2–6, [10–7]            | Andrew Harris Nam Ji-sung                    | Wu Tung-lin Luca Nardi                         | Jurij Rodionov Jason Jung Marc Polmans Shintaro Mochizuki                      |
| 20 noiembrie | Aberto da República Brasília, Brazilia Dură – Challenger 100 – 32S/24Q/16D                                | Alejandro Tabilo 6–3, 7–6(8–6)                           | Román Andrés Burruchaga                      | Santiago Rodríguez Taverna Juan Pablo Ficovich | Cristian Garín Tristan Boyer Bernard Tomic Thiago Agustín Tirante              |
| 20 noiembrie | Aberto da República Brasília, Brazilia Dură – Challenger 100 – 32S/24Q/16D                                | Nicolás Barrientos André Göransson 7–6(7–3), 4–6, [11–9] | Marcelo Demoliner Rafael Matos               | Santiago Rodríguez Taverna Juan Pablo Ficovich | Cristian Garín Tristan Boyer Bernard Tomic Thiago Agustín Tirante              |
| 20 noiembrie | Copa Faulcombridge Valencia, Spania Zgură – Challenger 100 – 32S/24Q/16D                                  | Fabio Fognini 3–6, 7–6(10–8), 7–6(7–3)                   | Roberto Bautista Agut                        | Denis Yevseyev Albert Ramos Viñolas            | Alejandro Moro Cañas Martín Landaluce Hugo Gaston Pierre-Hugues Herbert        |
| 20 noiembrie | Copa Faulcombridge Valencia, Spania Zgură – Challenger 100 – 32S/24Q/16D                                  | Andrea Pellegrino Andrea Vavassori 6–2, 6–4              | Daniel Rincón Oriol Roca Batalla             | Denis Yevseyev Albert Ramos Viñolas            | Alejandro Moro Cañas Martín Landaluce Hugo Gaston Pierre-Hugues Herbert        |
| 20 noiembrie | Keio Challenger Yokohama, Japonia Dură – Challenger 75 – 32S/24Q/16D                                      | Yosuke Watanuki 7–6(7–5), 6–4                            | Yuta Shimizu                                 | Michael Mmoh Yasutaka Uchiyama                 | Giovanni Fonio Luca Nardi Coleman Wong Li Tu                                   |
| 20 noiembrie | Keio Challenger Yokohama, Japonia Dură – Challenger 75 – 32S/24Q/16D                                      | Filip Bergevi Mick Veldheer 2–6, 7–5, [11–9]             | Ray Ho Calum Puttergill                      | Michael Mmoh Yasutaka Uchiyama                 | Giovanni Fonio Luca Nardi Coleman Wong Li Tu                                   |
| 27 noiembrie | Maia Challenger Maia, Portugalia Zgură (i) – Challenger 100 – 32S/24Q/16                                  | Nuno Borges 6–1, 6–4                                     | Benoît Paire                                 | Matteo Martineau Maxime Janvier                | Andrea Vavassori Anton Matusevich Elias Ymer Albert Ramos Viñolas              |
| 27 noiembrie | Maia Challenger Maia, Portugalia Zgură (i) – Challenger 100 – 32S/24Q/16                                  | Marco Bortolotti Andrea Vavassori 6–4, 3–6, [12–10]      | Fernando Romboli Szymon Walków               | Matteo Martineau Maxime Janvier                | Andrea Vavassori Anton Matusevich Elias Ymer Albert Ramos Viñolas              |
| 27 noiembrie | Yokkaichi Challenger Yokkaichi, Japonia Dură – Challenger 100 – 32S/24Q/16D                               | Zizou Bergs 6–2, 7–6(7–2)                                | Michael Mmoh                                 | Marc Polmans Coleman Wong                      | Giovanni Fonio James Trotter Li Tu August Holmgren                             |
| 27 noiembrie | Yokkaichi Challenger Yokkaichi, Japonia Dură – Challenger 100 – 32S/24Q/16D                               | Evan King Reese Stalder 7–5, 6–4                         | Ray Ho Calum Puttergill                      | Marc Polmans Coleman Wong                      | Giovanni Fonio James Trotter Li Tu August Holmgren                             |
| 27 noiembrie | Maspalomas Challenger Maspalomas, Spania Zgură – Challenger 75 – 32S/24Q/16D                              | Pedro Martínez 6–4, 4–6, 6–3                             | Kilian Feldbausch                            | Filip Misolic Daniel Rincón                    | Svyatoslav Gulin Adrian Andreev Jonáš Forejtek Imanol López Morillo            |
| 27 noiembrie | Maspalomas Challenger Maspalomas, Spania Zgură – Challenger 75 – 32S/24Q/16D                              | Scott Duncan Marcus Willis 7–6(7–5), 6–4                 | Théo Arribagé Sadio Doumbia                  | Filip Misolic Daniel Rincón                    | Svyatoslav Gulin Adrian Andreev Jonáš Forejtek Imanol López Morillo            |
| 27 noiembrie | Challenger Temuco Temuco, Chile Dură – Challenger 75 – 32S/24Q/16D                                        | Aleksandar Kovacevic 4–6, 6–3, 6–3                       | Gilbert Klier Júnior                         | Tomás Barrios Vera Valentin Vacherot           | Blaise Bicknell Pedro Sakamoto Santiago Rodríguez Taverna Alafia Ayeni         |
| 27 noiembrie | Challenger Temuco Temuco, Chile Dură – Challenger 75 – 32S/24Q/16D                                        | Mateus Alves Matías Soto 6–2, 7–5                        | Aleksandar Kovacevic Keegan Smith            | Tomás Barrios Vera Valentin Vacherot           | Blaise Bicknell Pedro Sakamoto Santiago Rodríguez Taverna Alafia Ayeni         |

## Informații statistice

### Titluri per țară
| Total | Țară                           | S  | D  |
| ----- | ------------------------------ | -- | -- |
| 49    | Franța (FRA)                   | 27 | 22 |
| 43    | Statele Unite (USA)            | 17 | 26 |
| 33    | Argentina (ARG)                | 21 | 12 |
| 28    | Australia (AUS)                | 13 | 15 |
| 24    | Italia (ITA)                   | 17 | 7  |
| 24    | Marea Britanie (GBR)           | 7  | 17 |
| 22    | Cehia (CZE)                    | 7  | 15 |
| 17    | Brazilia (BRA)                 | 7  | 10 |
| 17    | Germania (GER)                 | 6  | 11 |
| 15    | India (IND)                    | 2  | 13 |
| 12    | Japonia (JPN)                  | 6  | 6  |
| 12    | Ucraina (UKR)                  | 3  | 9  |
| 11    | Spania (ESP)                   | 7  | 4  |
| 11    | Austria (AUT)                  | 4  | 7  |
| 11    | Țările de Jos (NED)            | 1  | 10 |
| 9     | Columbia (COL)                 | 0  | 9  |
| 8     | Chile (CHI)                    | 6  | 2  |
| 8     | Elveția (SUI)                  | 3  | 5  |
| 7     | Croația (CRO)                  | 3  | 4  |
| 7     | Bolivia (BOL)                  | 2  | 5  |
| 7     | România (ROU)                  | 0  | 7  |
| 6     | Ungaria (HUN)                  | 6  | 0  |
| 6     | Belgia (BEL)                   | 5  | 1  |
| 6     | Suedia (SWE)                   | 0  | 6  |
| 6     | Tunisia (TUN)                  | 0  | 6  |
| 5     | Canada (CAN)                   | 3  | 2  |
| 5     | Kazahstan (KAZ)                | 2  | 3  |
| 5     | Ecuador (ECU)                  | 1  | 4  |
| 5     | Polonia (POL)                  | 0  | 5  |
| 5     | Uruguay (URU)                  | 0  | 5  |
| 4     | Portugalia (POR)               | 3  | 1  |
| 4     | Serbia (SRB)                   | 3  | 1  |
| 4     | Finlanda (FIN)                 | 2  | 2  |
| 4     | Mexic (MEX)                    | 0  | 4  |
| 4     | Coreea de Sud (KOR)            | 0  | 4  |
| 3     | Venezuela (VEN)                | 0  | 3  |
| 2     | Bosnia și Herțegovina (BIH)    | 2  | 0  |
| 2     | China (CHN)                    | 1  | 1  |
| 2     | Iordania (JOR)                 | 1  | 1  |
| 2     | Taipeiul Chinez (TPE)          | 0  | 2  |
| 2     | Grecia (GRE)                   | 0  | 2  |
| 2     | Letonia (LAT)                  | 0  | 2  |
| 2     | Monaco (MON)                   | 0  | 2  |
| 2     | Noua Zeelandă (NZL)            | 0  | 2  |
| 2     | Insulele Mariane de Nord (NMI) | 0  | 2  |
| 2     | Peru (PER)                     | 0  | 2  |
| 1     | Estonia (EST)                  | 1  | 0  |
| 1     | Lituania (LTU)                 | 1  | 0  |
| 1     | Slovacia (SVK)                 | 1  | 0  |
| 1     | Israel (ISR)                   | 0  | 1  |
| 1     | Pakistan (PAK)                 | 0  | 1  |
| 1     | Paraguay (PAR)                 | 0  | 1  |
| 1     | Slovenia (SLO)                 | 0  | 1  |
| 1     | Uzbekistan (UZB)               | 0  | 1  |

## Distribuția punctelor
Punctele se acordă după cum urmează:
| Categorie turneu | Simplu | Simplu | Simplu | Simplu | Simplu | Simplu | Simplu | Simplu | Simplu | Dublu | Dublu | Dublu | Dublu | Dublu |
| Categorie turneu | C      | F      | SF     | QF     | R16    | R32    | Q      | Q2     | Q1     | C     | F     | SF    | QF    | R16   |
| ---------------- | ------ | ------ | ------ | ------ | ------ | ------ | ------ | ------ | ------ | ----- | ----- | ----- | ----- | ----- |
| Challenger 175   | 175    | 100    | 60     | 32     | 15     | 0      | 6      | 3      | 0      | 175   | 100   | 60    | 32    | 0     |
| Challenger 125   | 125    | 75     | 45     | 25     | 11     | 0      | 5      | 2      | 0      | 125   | 75    | 45    | 25    | 0     |
| Challenger 100   | 100    | 60     | 36     | 20     | 9      | 0      | 5      | 2      | 0      | 100   | 60    | 36    | 20    | 0     |
| Challenger 75    | 75     | 50     | 30     | 16     | 7      | 0      | 4      | 2      | 0      | 75    | 50    | 30    | 16    | 0     |
| Challenger 50    | 50     | 30     | 17     | 9      | 4      | 0      | 3      | 1      | 0      | 50    | 30    | 17    | 9     | 0     |